# Versailles-i kastély
A versailles-i kastély (franciául: Château de Versailles) 1682-től egészen a forradalomig, azaz 1789-ig a francia királyok lakhelye volt; XIV. Lajos, a Napkirály rezidenciája, az európai kastélyépítészet csúcspontja, az abszolút hatalom szimbóluma.

## Története
Már az ókori uralkodók és a Római Birodalom császárai közül is sokan hasonlították magukat a Naphoz. A középkori keresztény világ azonban nem fogadta el, hogy a királyokat vagy a császárokat istennek tekintsék. Mindezek ellenére XIV. Lajos földöntúli eredetű hatalmát akarta szimbolizálni, ezért újjáélesztette a napkultuszt. Jól illett egy abszolutisztikus uralkodóhoz ez a titulus, a király úgy ad fényt és meleget a birodalmának, ahogyan a Nap a Földnek. Ez lett Versailles, a pompa, a fény, a ragyogás, a hatalom szimbóluma, és 1682-től 1789-ig a francia királyok lakhelye.

### XIV. Lajos kora

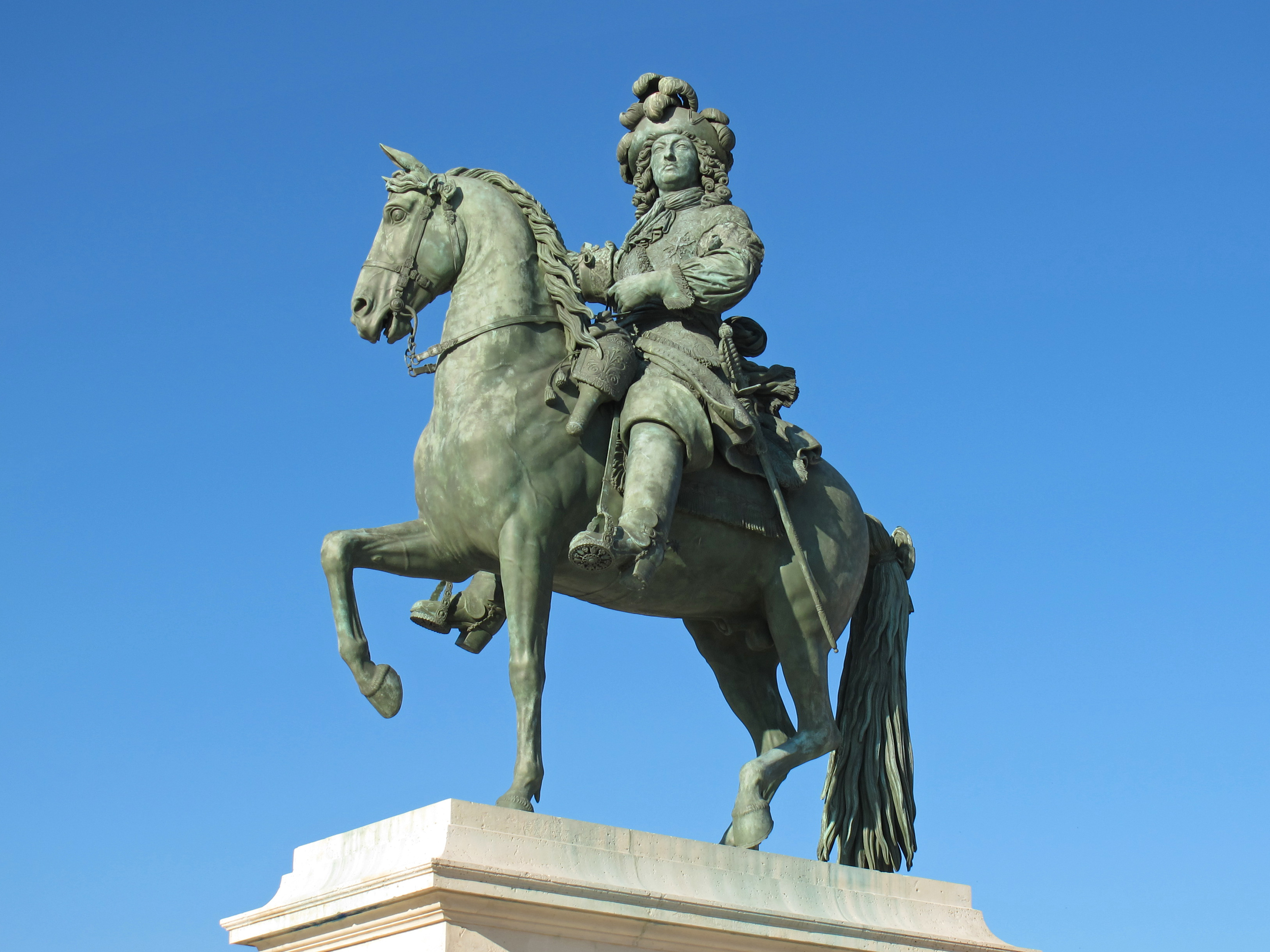
XIV. Lajos, a „Napkirály” szobra a palota udvarán

Mindaddig nem volt semmiféle hagyománya a királyi jelenlétnek Versailles-ban, amíg XIII. Lajos 1624-ben meg nem vásárolta a területet, és itt 1631-ben Philibert Le Roy építész tervei alapján meg nem építtette a kastély elődjét, azt a vadászkastélyt, amelyet a nagy épülettömb középső része napjainkig magába foglal. Ezt kezdte el átépíteni és bővíteni 1688-ban fia, XIV. Lajos megbízásából három művész, Louis Le Vau, Charles Le Brun és André Le Nôtre. 1661-ben Lajos nevelőjének, Mazarin bíboros halálát követően kezdődött a kastély kibővítése. Ebben az időben Versailles-ban még csak ünnepségeket tartottak a kastély kertjében, az udvar hivatalosan a Louvre-ban székelt. Az ötletet, hogy a „Napkirály” vadászkastélyából egy nagyszabású palotát építsenek, sokan kritizálták, főleg Colbert pénzügyminiszter, aki úgy vélte Lajos túl sokat költ Versailles-ra, miközben a Louvre épületét elhanyagolja. Az első nagyszabású ünnepséget 1664. május 7. és 14. között tartották a kastély parkjában, hivatalosan XIV. Lajos anyjának, Anna anyakirálynénak és feleségének, Mária Terézia királynénak, de titokban a király kegyencnőjének, Louise de la Vallière kisasszony tiszteletére.

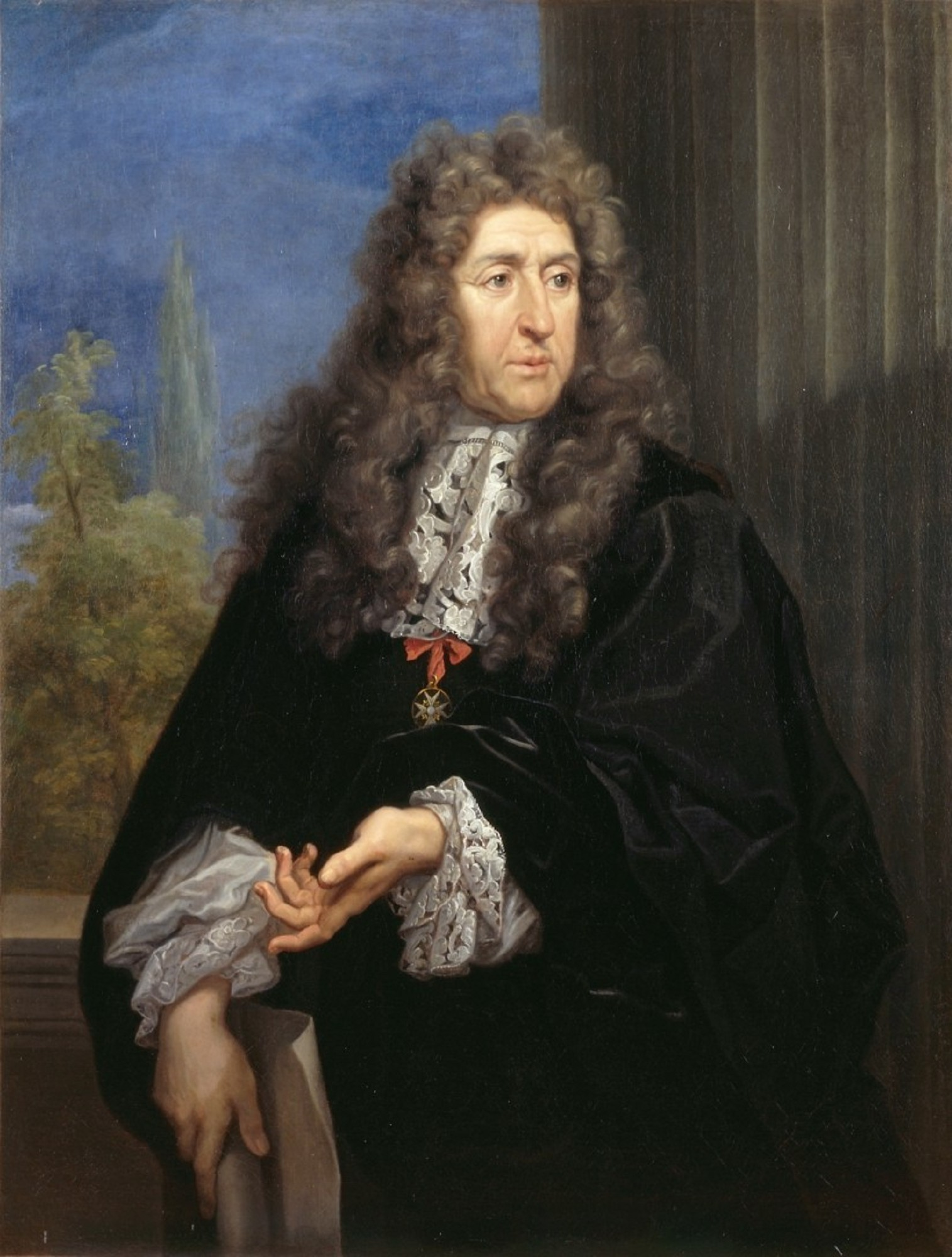
André Le Nôtre, XIV. Lajos kertépítésze

1664 és 1666 között a kastély alapterületét megháromszorozták, belsejét rendkívül gazdagon díszítették. A díszítés fő témája a Nap volt. A kertet megnagyobbították, Girardon és Le Hongre szobraival díszítették. A szoborcsoportokból napjainkra csak az Apollón és a nimfák, valamint a Nap lovai maradtak. 1667-re elkészült a nagy csatorna. A második nagyszabású ünnepségsorozatot 1668-ban tartották a kertben. Az ünnepségek során kerültek felszínre a kastély hiányosságai, legfőképpen a kis mérete, így a király további bővítéseket határozott el. XIV. Lajos király Louis Le Vau, Charles Le Brun és Le Nôtre építészeket bízta meg a munkálatok irányításával. Az új tervet főként a természettel való kapcsolat, az udvar és a kert egymás közötti viszonya határozta meg. Először körbeépítették az épület magját, amely így nagy terasszal nyílt a kertre, azután létrehozták az új, óriási épületszárnyakat, végül a hatalmas parkot. 1668 és 1670 között Le Vau elkezdte egy második épület építését, amely körbevette az első kastélyt. Az északi oldalon a király, a déli oldalon a királyné lakosztályát szimmetrikusan alakították ki. A régi, kőből és téglából épült kastélyt kidíszítették, homlokzatát márványoszlopokkal egészítették ki, ezenkívül aranyozott kovácsoltvas rácsokat és szobrokat helyeztek el rajta. A középső udvart márvánnyal borították (innen a név, Márványudvar), a Királyi udvart aranyozott kerítéssel zárták el. A kiegészítések ismét megháromszorozták a kastély alapterületét. A nyugati homlokzatot egy nagy terasz foglalta el, ami összekötötte de egyúttal el is választotta egymástól a király és a királyné lakosztályát.

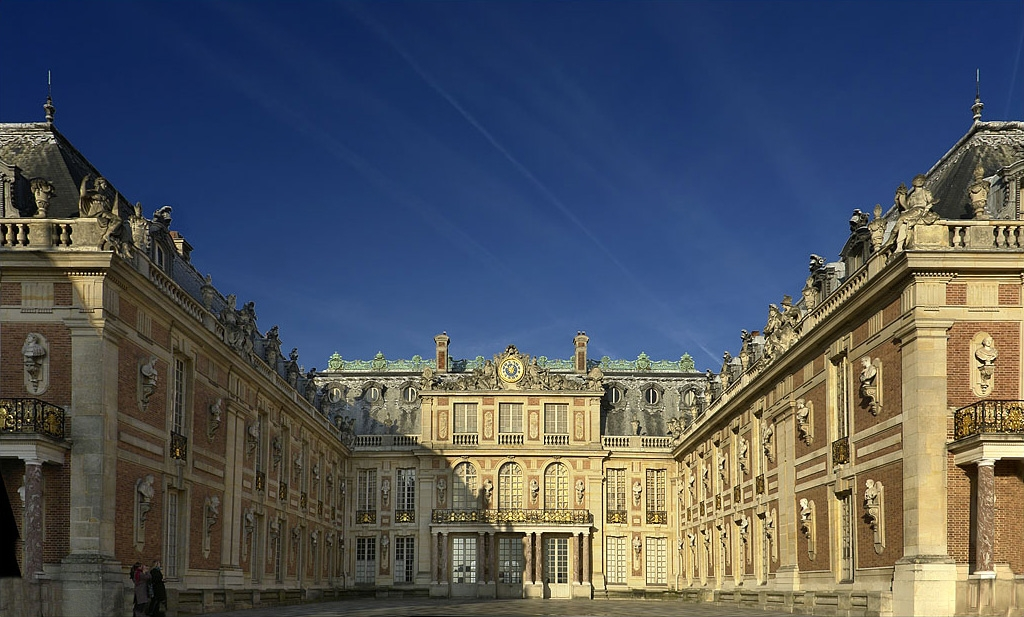
A Márványudvar

1678-ban, a nijmegeni békeszerződés után (amely elismerte a francia–holland háborúban győztes Franciaország európai vezető szerepét), a király elhatározta, hogy udvarát a Louvre-ból Versailles-ba helyezi át. Ez új, átfogó terveket tett szükségessé, mert a kastély nem volt alkalmas arra, hogy az egész udvar odaköltözzön. A kivitelezéssel Jules Hardouin-Mansart-t bízták meg, aki harminc éven keresztül vezette az építkezést sokszor több, mint harmincezer ember munkáját irányítva. Első lépésként lezárta a kerti homlokzatot, a teraszt a Tükörgalériával váltotta fel. A XIII. Lajos idejében épült egykori kastély lett fia lakosztálya, középpontjában a kelet-nyugati tengelyben a hálószobával, mivel a király napirendje megfelelt a Nap járásának. Versailles központja a Márványudvar, amelyet a királyi lakosztály vesz körül. Már annak az épületegyüttesnek is a központja volt, amelyet XIII. Lajos számára építettek.
1682. május 6-án 44 éves korában a „Napkirály” hivatalosan is Versailles-t tette meg a francia királyság központjának, bár az építkezések még javában folytak. A legnagyobb problémát az udvaroncok elszállásolása jelentette, amit igazából sosem tudtak kielégítően megoldani. 1682 és 1789 között Versailles volt az abszolút monarchia központja, minden hatalom a király kezében összpontosult. Miután a mindig harcra kész és lázongó nemeseket a király állandóan maga mellett tartotta, így a királyt és a királyságot támogató udvaroncokat faraghatott belőlük. Gyermekkorában a Fronde idején megtapasztalta, mekkora veszélyt jelenthet számára a főrendek önállósulása, így hozzálátott, hogy különböző módszerekkel letörje hatalmukat és büszkeségüket. A nemesség, amelyet kizártak a hatalomból, szükségét érezte, hogy megjelenjen az udvarban, mert ez volt az egyetlen hely, ahol a király kegyéből hivatalokat, földbirtokokat, címeket kaphattak. XIV. Lajos így szilárdan kezében tartotta udvaroncait.

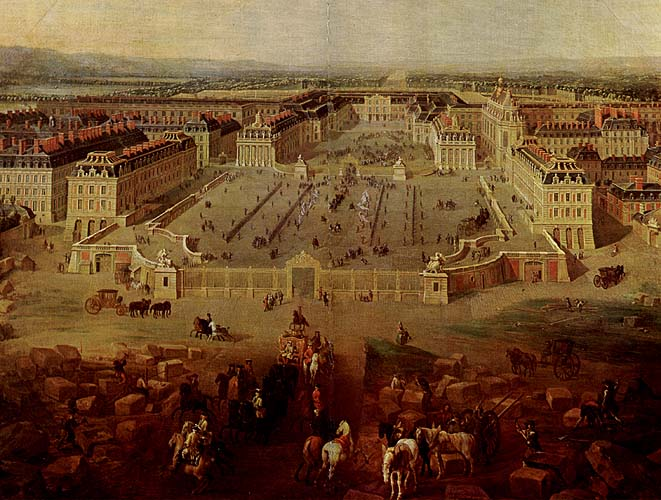
Pierre-Denis Martin festménye a kastélyról 1722-ből

A kastélyban lakó nemesek és a kiszolgáló személyzet száma időnként elérhette a tízezret is. E hatalmas tömeg életét szabályozni kellett. Pontosan meg kellett határozni, ki juthat be a király magánlakosztályába, ki ülhet le a jelenlétében, ki milyen rangban áll stb. A király szigorú, mindenre kiterjedő udvari etikettet vezetett be, amely az élet minden területét szabályozta és alapvető szerepe volt az udvar életében. A kozmosz tükörképeként értelmezett udvarában a király, mint Nap uralkodott. Napirendjét a Nap állásával egyeztették össze, a rituális „lever”-től, azaz felkeléstől a „coucher”-ig, a lefekvésig. Az étkezések, a fogadások a kerti séták is szimbolikus tevékenységgé váltak. A legfontosabb ceremónia a „lever”, a királynak a napkeltével azonosított felkelése és felöltöztetése lett. Minden lépést, mozdulatot szigorúan szabályoztak, a szertartás órákig zajlott. A kastély egész berendezése a szertartások igényeit szolgálta. A palotának egyik legfontosabb eleme a Követek lépcsője volt, a barokk kor első díszlépcsője. A lépcsőn meg lehetett rendezni, ahogy a követek felemelkednek az uralkodóhoz, aki a maga részéről leereszkedik hozzájuk. Később a díszlépcsők lettek a barokk palotaépítészet legfontosabb elemei.

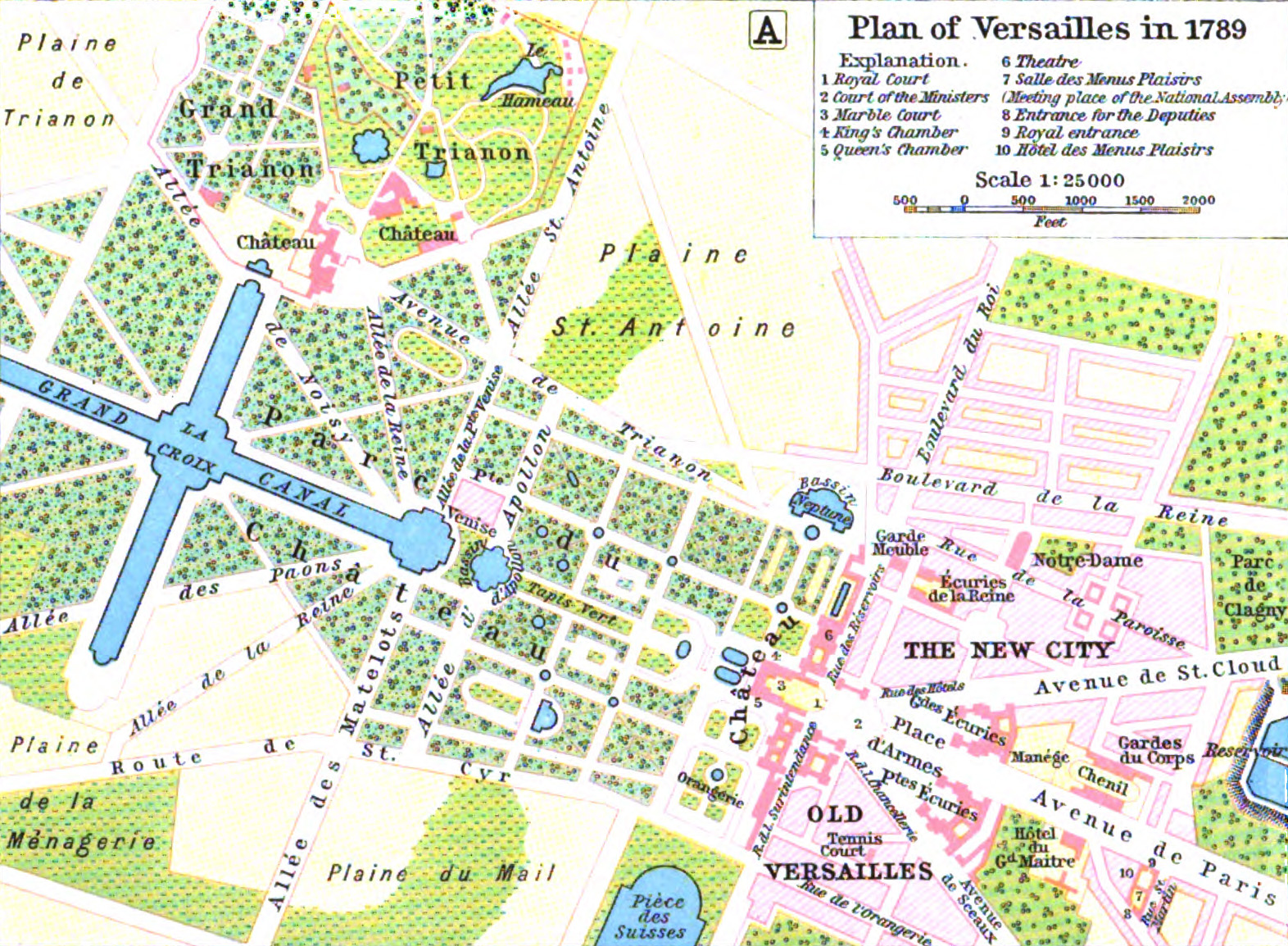
Versailles 1789-ben

1683-ban az építészek szobák és kisebb szalonok sorát alakították ki, itt helyezték el a „Napkirály” ritkaság- és festménygyűjteményét. A gyűjteményben a festmények mellett helyet kaptak drágakövekkel és arannyal díszített vázák, mellszobrok, egy gyémántokkal és rubinnal díszített hajómodell, kínai porcelántárgyak, féldrágakőből készített vázák, tükrök, állatszobrok. E gyűjtemény egy részét később XV. Lajos király Párizsba szállíttatta, többi része szétszóródott a forradalom idején. Lassan Lajos szenvedélyévé vált a kastély. Rengeteg híres festőt hívott, ám úgy tűnt Versailles túl költséges az ország kincstárának, ám a király hajthatatlan volt, pedig a költségek 1684-ben közel nyolcmillió frankra rúgtak. Hogy népét ezért az óriási és sokak szemében esztelen pazarlásnak tűnő építkezésért kárpótolja, építtetett a Szajnán egy hidat, a Pont Royal királyi hidat, mely engesztelő ajándék lett a nép számára. 1685 és 1689 között tovább folytak a nagyszabású építkezések az épület északi és déli szárnyán. A homlokzat ekkor érte el mai 670 méteres hosszát. 1687-ben a király parancsára megépül a Nagy Trianon-palota, egy régebbi épület a Porcelán Trianon helyére. XIV. Lajos olyan közelről felügyeli az építkezést, hogy gyakorlatilag a palota építészének tekinthető. 1689-ben megépítik a királyné lakosztályához vezető Királyné lépcsőjét. 1710-ben felszentelik az újonnan épült kápolnát. Öt évre rá, 1715-ben meghal a „Napkirály”. A régens az udvar székhelyét a párizsi Palais-Royalba helyezi át. Noailles hercege a Versailles-i kastély lebontását is javasolja.

### XV. Lajos kora

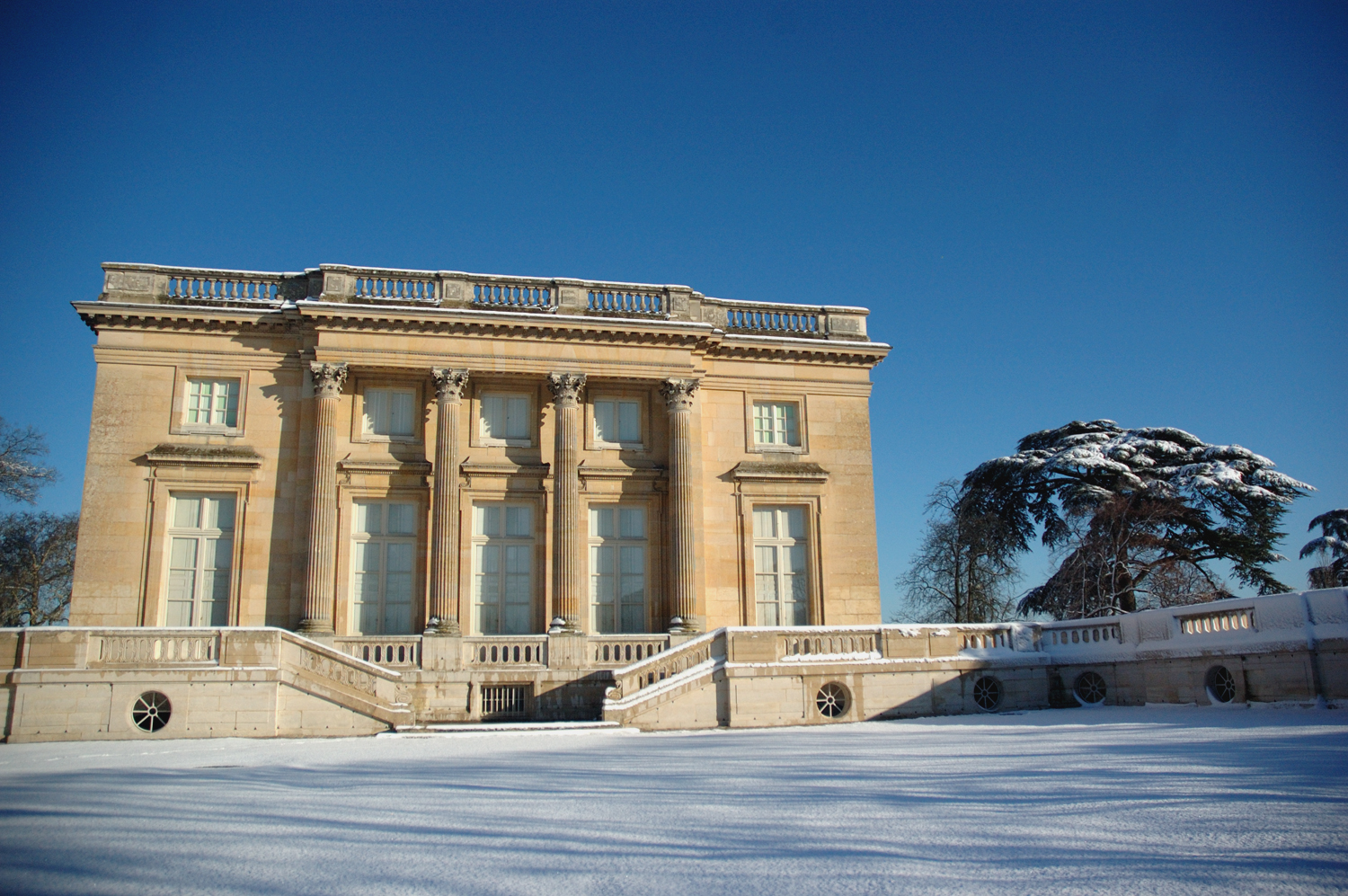
Az 1768-ban elkészült Kis-trianoni palota

A „Napkirály” 1715-ben bekövetkezett halála után a kastélyban az életforma változatlan maradt egészen 1789-ig. Bár nyilvánvaló volt, hogy a régi rendszer egyre inkább elavult és túl költséges, mégsem lehetett nagy reformokat bevezetni anélkül, hogy túl sok érdek sérüljön. Csak annyi változott, hogy XIV. Lajos utódai már nem élték egész életüket a nyilvánosság előtt, hanem időről időre visszavonultak privát lakosztályaikba. 1722-ben az akkor tizenkét éves uralkodó, XV. Lajos visszaköltöztette az udvart Versailles-ba, és újabb átalakításokra adott utasítást. 1729 és 1760 között a királyi lakosztályokat folyamatosan átalakították a kor divatjának megfelelően. A munkák felügyeletével Ange-Jacques Gabrielt bízták meg. 1736-ban elkészült a Herkules szalon mennyezetfestménye. 1762 és 1768 között Ange-Jacques Gabriel felépítette a Kis-trianoni palotát. 1770-ben Lajos Ágost trónörökös és Mária Antónia főhercegnő esküvője alkalmából felavatták az Operát. 1774-ben XV. Lajos himlőben meghalt.

### XVI. Lajos kora
XV. Lajos unokája, XVI. Lajos uralkodása alatt az udvari élet egyre inkább kiüresedett, és egyre zavaróbbá váltak az épület hiányosságai. Az uralkodó kísérletet tett a palota modernizálására, de pénzhiány miatt csak kisebb átalakításokat tudtak elvégezni, például új bútorokat, függönyöket készítettek. A királyné, Mária Antónia részére a Kis-Trianon mellett felépítettek egy falut, ahova visszavonulhatott gyermekeivel az udvari szigorú etikett elől. 1777-ben Lajos sógora, II. József német-római császár a kastélyba látogatott.
XVI. Lajos és III. György meghatalmazott küldöttei itt írták alá 1783. szeptember 3-án a gyarmataikra vonatkozó versailles-i szerződést, mely az 1763-as párizsi békeszerződés függeléke lett.
1789 októberében a forradalom fejleményei következtében az udvar végleg elhagyni kényszerül Versailles-t.

### A forradalomtól napjainkig

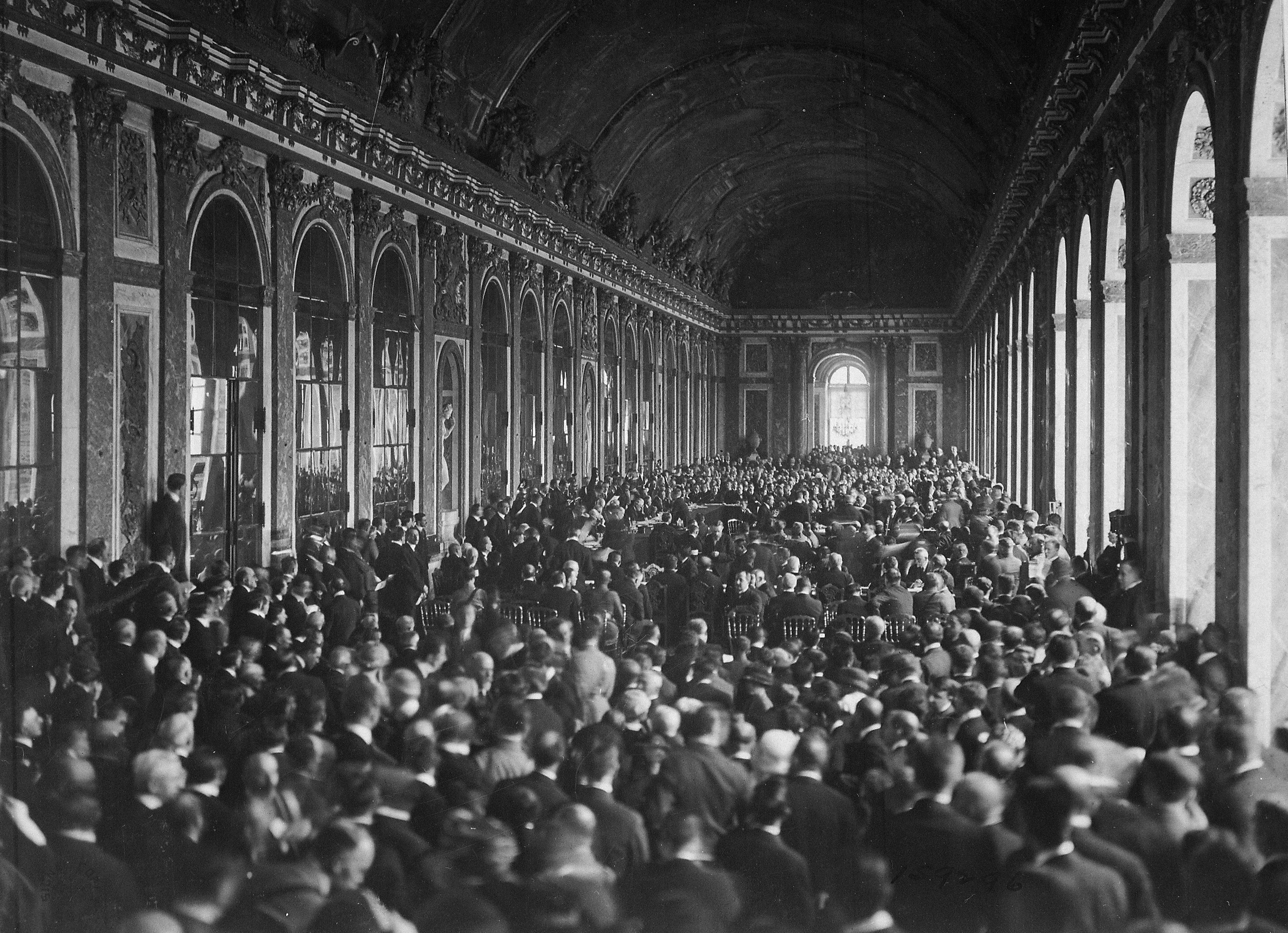
A Tükörgaléria a versailles-i békeszerződés aláírásakor 1919. június 28-án

1792-ben a kastély berendezését széthordták, árveréseken értékesítették, de az épületet megkímélték. Később a berendezés egy részének sikerült nyomára akadni, ezek visszakerültek a kastélyba. Évekig elhagyottan állt, majd Napóleon császár idejében elkezdték rendbe hozni. A helyreállítást XVIII. Lajos és X. Károly idejében szintén folytatták. Egyikük sem tette meg uralma központjául, tartva a lakosság reakciójától. Egy ideig nem volt pontos elképzelés mit kezdjenek a kastéllyal, az is szóba került, hogy lebontják, de végül Lajos Fülöp király megmentette és „Franciaország dicsőséges történelmének múzeumává” (Musée de toutes les Gloires de la France) alakíttatta át.
1837-ben Lajos Fülöp felavatta a múzeummá átalakított épületet. 1870-ben a francia–porosz háborúban elszenvedett francia vereség nyomán a kastély a megszálló porosz hadsereg főhadiszállása lett, majd 1871. január 18-án a Tükörgalériában a német fejedelmek ünnepélyes keretek közt bejelentették a Német Birodalom megszületését. 1919-ben a kastélyban kötötték meg az első világháborút lezáró versailles-i békét. Napjainkban a kastély amellett, hogy kedvelt turistalátványosság, a köztársasági elnök rendelkezésére áll. Itt fogadták többek között 1972-ben a brit uralkodót, II. Erzsébet királynőt, 1974-ben az utolsó perzsiai uralkodót, Mohammad Reza Pahlavi sahot, 1985-ben az utolsó szovjet elnököt, Mihail Gorbacsovot és 1992-ben az első választott orosz elnököt, Borisz Jelcint.

## Az udvarok és homlokzatok

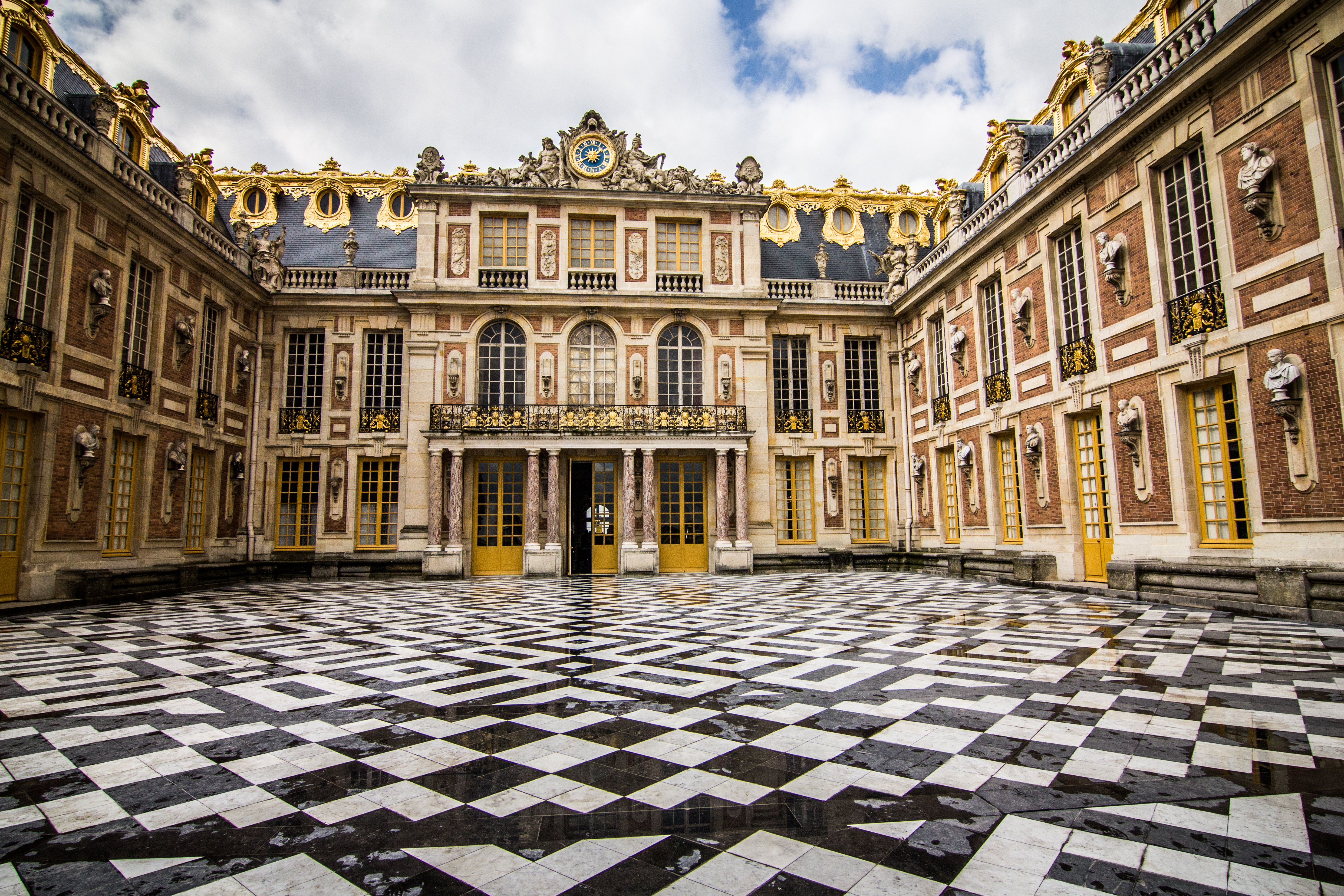
A Márványudvar

A bejárati kapuval szemben egy széles tér (a Fegyverek tere) választotta el az istállókat a kastélytól. Ez volt az a hely, ahol a király szemlét tartott a csapatai felett. A díszes kapu mögött újabb három udvar található, először a Miniszterek udvara, utána a Királyi udvar, végül a Márványudvar következik. Az épület homlokzatai kőből és téglából készültek, magas palatetővel. Ez a megoldás még XIII. Lajos idejéből származik. Az új homlokzatokat Mansart alakította ki, klasszikus hangvételű, tartózkodóan elegáns architektúrával. A földszintet vakív-sor, az első emeletet választékosan formált Colosseum-motívumok sora tagolja. A második emelet a főpárkányra ül rá. Az új homlokzatok tagolását hozzáigazították a már meglévő homlokzatok tagolásához. Az ión kolonnáddal tagolt felső szint sávos lábazaton emelkedik. A termek minél jobb megvilágítását biztosító franciaablakokat ión falsávok keretezik. A kastély központja a Márványudvar. Közvetlenül a palotát a várostól elválasztó Miniszterek udvarával, majd utána már keskenyebb Királyi udvarral együtt a kastélyba való belépést készíti elő. A Márványudvart körülvevő épületrészek homlokzatát a reprezentáció követelményeinek megfelelően alakították ki. Ókori császárokat idéző mellszobrokat helyeztek el rajtuk, a főhomlokzatot négy oszloppáron nyugvó erkély díszíti aranyozott korláttal.

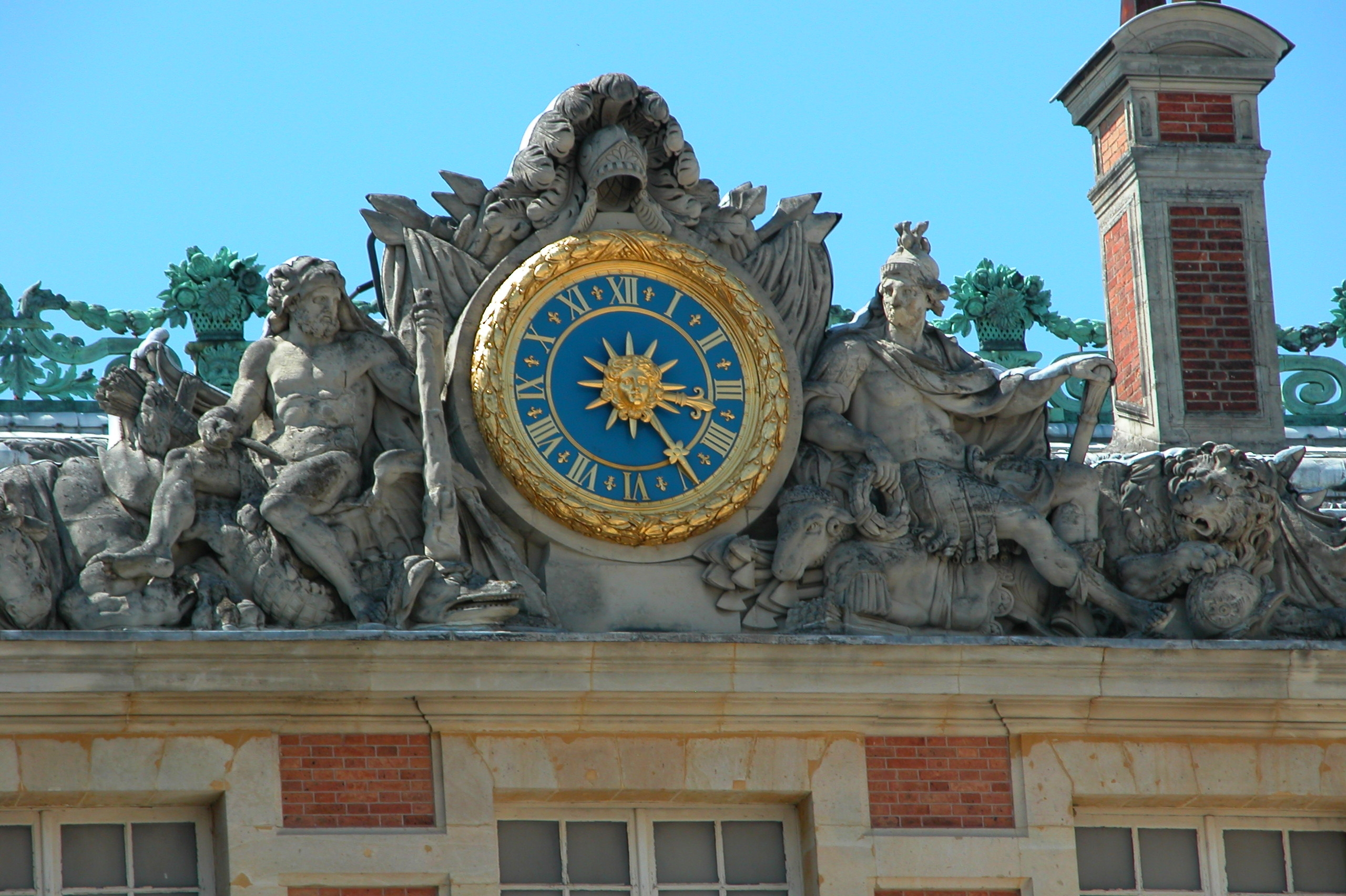
A kastély órája a Márványudvar felőli homlokzaton

## Lakosztályok

### A király nagy lakosztálya
A királyi nagy lakosztály (Grand appartement du roi), hét szalonból áll, amelyek a kastély északi oldalán helyezkednek el és a kertre néznek. A szalonokba a padlótól a mennyezetig érő ablakokon keresztül árad a fény, amely újszerű megoldásnak számított építése idején, az 1670-es évek körül. Ezeket a szalonokat reprezentációs céllal alakították ki, azért, hogy az uralkodó tetteinek hivatalos hátteret biztosítsanak. Ez az oka, hogy a szalonokat rendkívül gazdagon díszítették, a mennyezet, a falak és a bútorok díszítéséhez a rajzokat Charles Le Brun, a király hivatalos udvari festője készítette. XIV. Lajos nem sokkal később úgy döntött, hogy átköltözik a Márványudvarra néző kisebb lakosztályba. Így a királyi lakosztály szalonjait fogadótermekként használták tovább. Napközben mindenki számára nyitva álltak, a látogatók megcsodálhatták a szalonok díszítéseit, vagy megnézhették a királyt ahogy kíséretével a kápolnába vonul. A király nagy lakosztályának szalonjai:

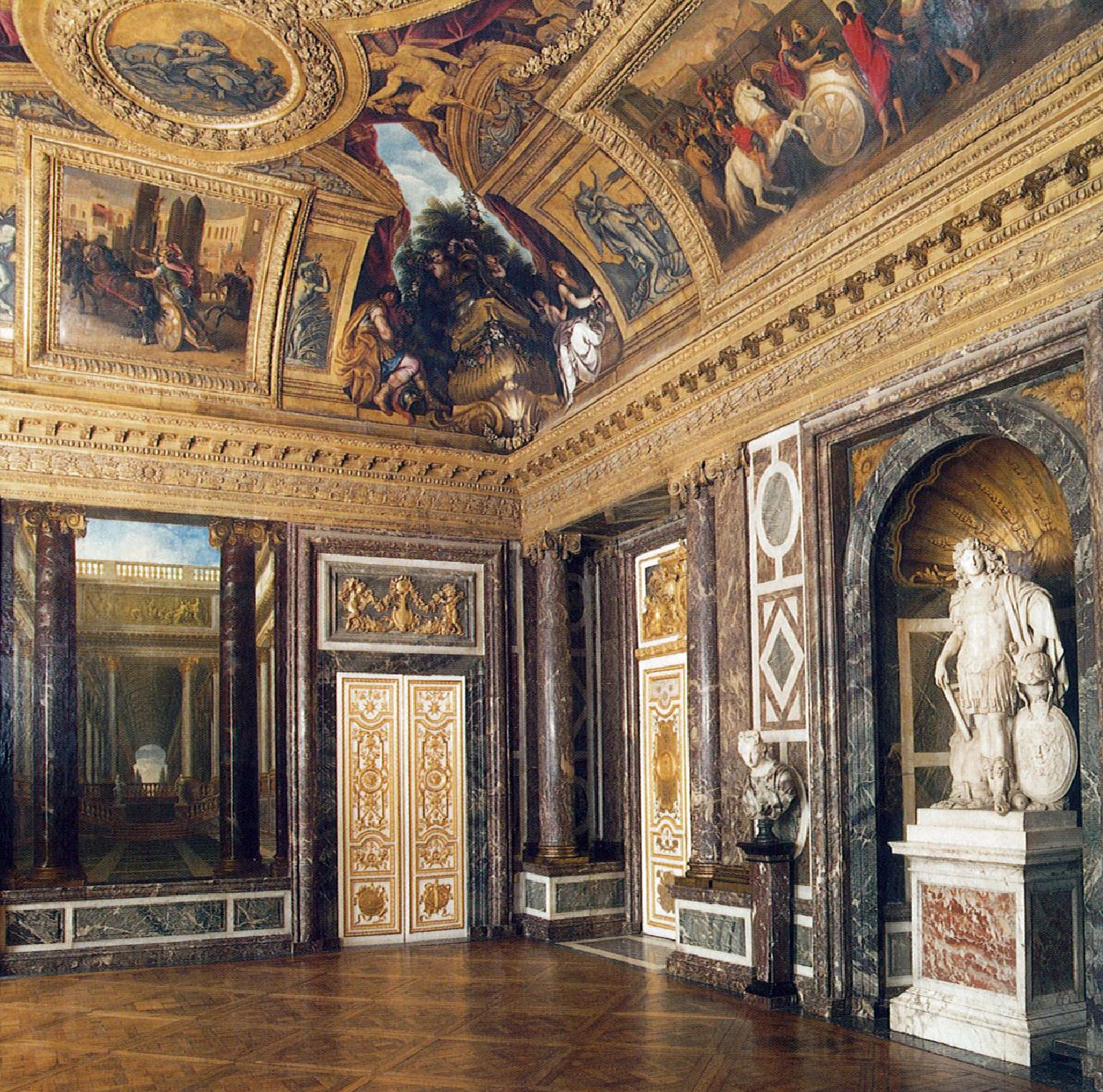
A király hálószobájának egyik elő szalonjaként szolgáló Vénusz szalon, Charles Le Brun barokk stílusú alkotásaival

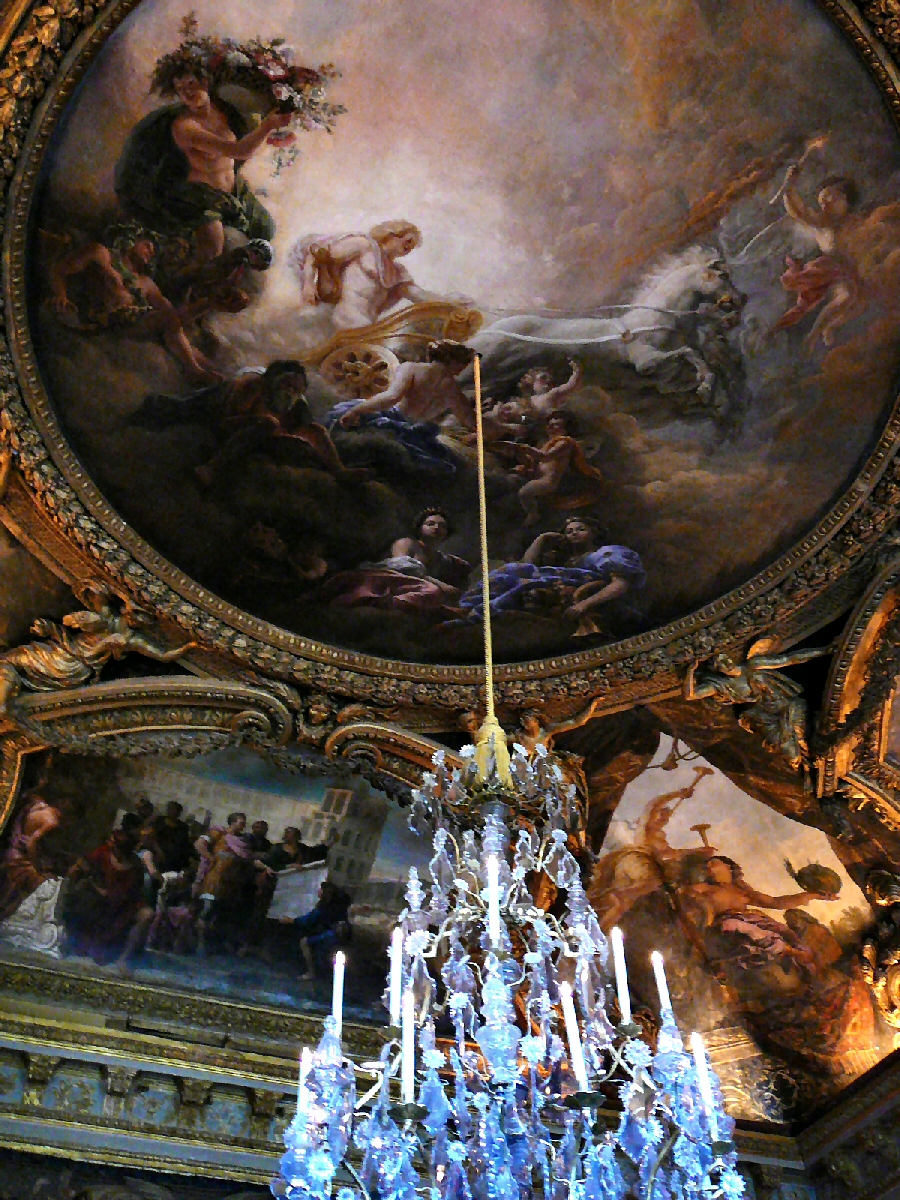
A hét szalon legdíszesebbének tartott Apolló szalon mennyezet freskója a csillárral

- A Herkules szalon, a hét szalon közül ez készült el utoljára a Napkirály uralkodásának vége felé. A szalon helyét eredetileg a kastély kápolnája foglalta el 1682-től 1710-ig, az új kápolna felszenteléséig. A Herkules, görög mitológiai személyről elnevezett szalon fő dísze két Paolo Veronese által készített festmény, amelyeket a velencei doge ajándékozott XIV. Lajosnak, hálából a támogatásért a törökök elleni harcban. A Napkirály halála után a szalon díszítésének munkálatai egy évtizedig szüneteltek, végleges formáját pedig 1736-ban nyerte el véglegesen, amikor François Lemoine befejezte a Herkules megdicsőülését ábrázoló mennyezetfestményt.
- A Bőség szalon, ez a lakosztály azon része, ahol felszolgálásra kerültek a frissítők, a kávék, a borok, a likőrök, és ez a szalon volt az előszobája a XIV. Lajos ritkasággyűjteményét tartalmazó termeknek, amelyeket a hátsó falon levő ajtón keresztül lehetett megközelíteni. A ritkasággyűjteményt csak a legelőkelőbb vendégek látogathatták meg. A gyűjtemény legszebb és legritkább darabjai megjelennek a szalon mennyezetfestményén is.
- A Vénusz szalon, a Diana szalonnal együtt ez volt a király hálószobájába vezető két előszoba közül az egyik, az 1752-ben lebontott Követek lépcsője is ide vezetett. Az állami ünnepségek alkalmával asztalokat állítottak fel, rajtuk virág-, és gyümölcskosarakkal. Ez, és az utána következő szalonok a bolygók neveit viselik, ami szoros összefüggésben van a nap mítosszal, az egész kastély díszítésének fő témájával. Itt a Vénusz bolygót a mennyezeten a szerelem istennőjének alakjában ábrázolják. A szalonok közül a Vénusz szalon díszítését tekinthetjük a leginkább barokk stílusúnak. Ez az egyetlen olyan szalon, ahol Le Brun a díszítésben egységes egészet alkotott.
- A Diana szalon, a Vénusz szalonnal együtt a király hálószobájába vezetett, XIV. Lajos idejében biliárdteremnek használták. Diana, a vadászat istennőjét a Holddal hozták kapcsolatba, ezenkívül testvére volt Apollónak, a napistennek. A mennyezet festményei vadászjeleneteket ábrázolnak, utalva Diana istennő mellett a Napkirályra is, akinek vadászszenvedélye közismert volt.
- A Mars szalon, eredetileg őrszobaként volt használatos, és ehhez kapcsolódik díszítése és elnevezése is. Később az állami ünnepségek alkalmával táncteremként funkcionált. A kandalló mellett kétoldalt emelvényeket állítottak fel a zenekar számára, melyeket 1750-ben lebontottak. A mennyezet közepén Claude Audran festménye Marsot ábrázolja farkasok által húzott kocsiján. A kandalló felett látható XIV. Lajos kedvenc festménye Domenichino műve, a Hárfán játszó Dávid. Az oldalfalakon a két portré XV. Lajost és feleségét, Leszczyńska Mária lengyel királyi hercegnőt ábrázolja, mindkettő Charles-André van Loo alkotása.
- A Merkúr szalon, eredetileg ez a szalon szolgált a királyi lakosztály hálószobájaként, bár télen az ágyat áthelyezték egy másik szalonba, hogy helyet csináljanak a játékasztaloknak. A szalont eredetileg tömör ezüst asztalok, gyertyatartók, tükrök és egy, az ágyat a szalon többi részétől elválasztó rács díszítette. 1689-ben azonban XIV. Lajos kénytelen volt a teljes ezüst díszítést beolvasztatni, hogy finanszírozni tudja az Augsburgi liga elleni háborút. A szalont szinte soha nem használták hálószobaként. Az egyik különleges alkalom akkor volt, amikor XIV. Lajos unokáját V. Fülöp néven Spanyolország királyává nyilvánították, és a fiatal herceg három héten át ebben a szalonban aludt, mielőtt Spanyolországba költözött. Itt ravatalozták fel XIV. Lajos holttestét 1715. szeptember 2-án. A mennyezetfreskót Jean-Baptiste de Champaigne festette és Merkúrt ábrázolja, ahogy kocsiját két kakas húzza. Az napjainkban is látható ágyat Lajos Fülöp király helyeztette el a szalonban, amikor a kastélyt múzeummá alakíttatta át.
- Az Apolló szalon, a hét szalon közül az, amelyet a napistennek ajánlották, akivel XIV. Lajos azonosította magát, ezért ez a szalon volt a legdíszesebb. A mennyezet festményeihez a többi szalonhoz képest ragyogóbb színeket használtak, a szobrokat bearanyozták. A szalon ezüst bútorait, köztük a király majdnem háromméteres trónját szintén be kellett olvasztani, hogy fedezni tudják a háború költségeit. Az ezüsttrónt egy aranyozott fából készült trónszékkel helyettesítették, amely egy perzsaszőnyeggel borított emelvényen állt.

### A királyné lakosztálya
A királyné lakosztálya (Grand appartement de la reine), szimmetrikus a király lakosztályával és a déli oldalról néz a kastély kertjére. A királyné lakosztálya ellentétben a király lakosztályával – amelyeket reprezentációs célra használtak – egészen a francia forradalomig az egymást követő királynék és trónörökösnék lakhelye volt. Mária Terézia 1683-ban bekövetkezett halála után két trónörökösné Mária Adelheid savoyai hercegnő és Mária Jozefa Karolina szász hercegnő lakott benne, majd Leszczyńska Mária királyné 1725 és 1768 között, majd legvégül Mária Antónia 1770-től (amikor még csak trónörökösné volt) 1789-ig. A királyné lakosztálya öt helyiségből áll:

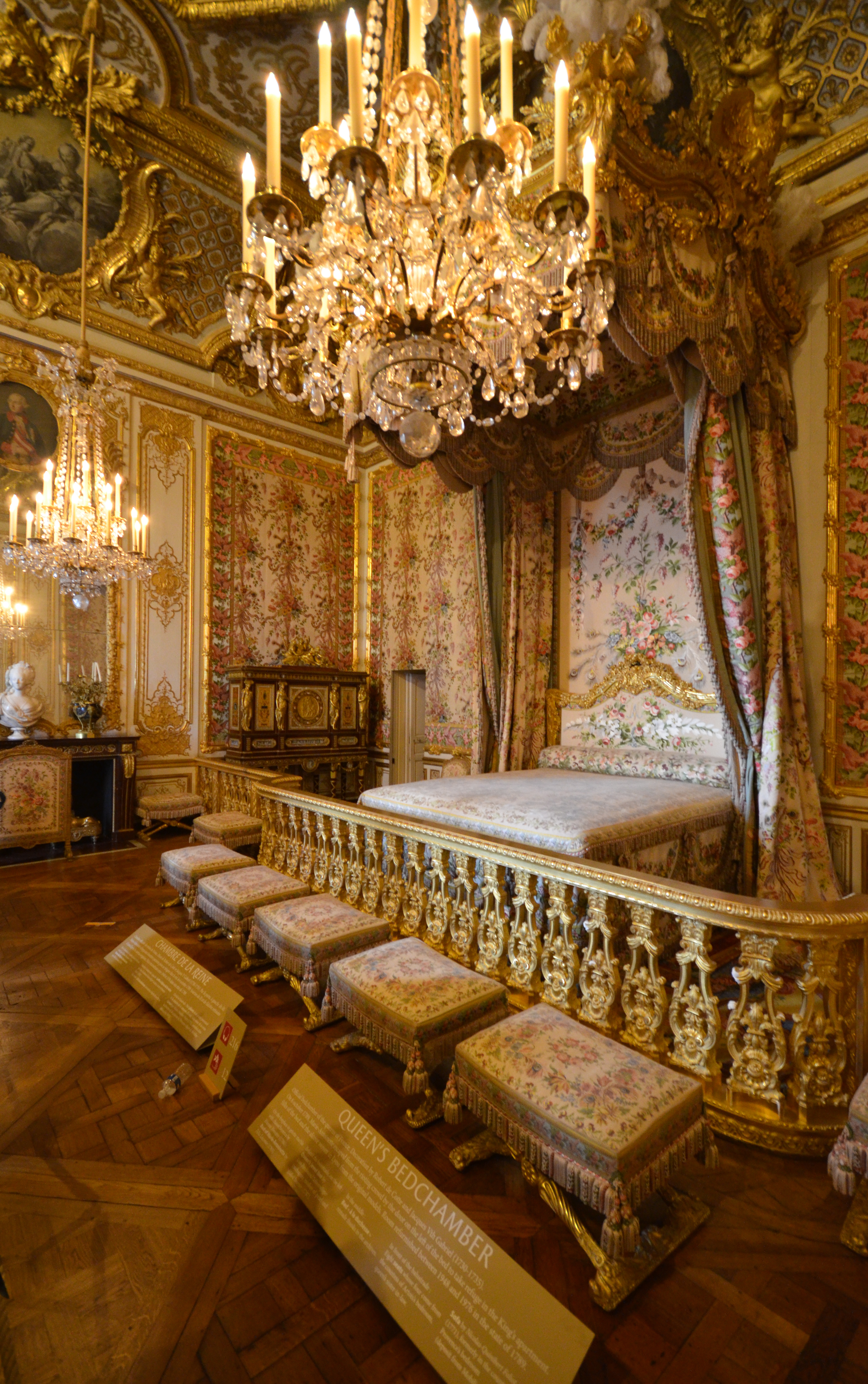
A három királyné ízlése szerint kialakított hálószoba, háttérben a rejtett ajtó, melyen keresztül Mária Antónia a francia forradalomkor betörő csőcselék elől menekült

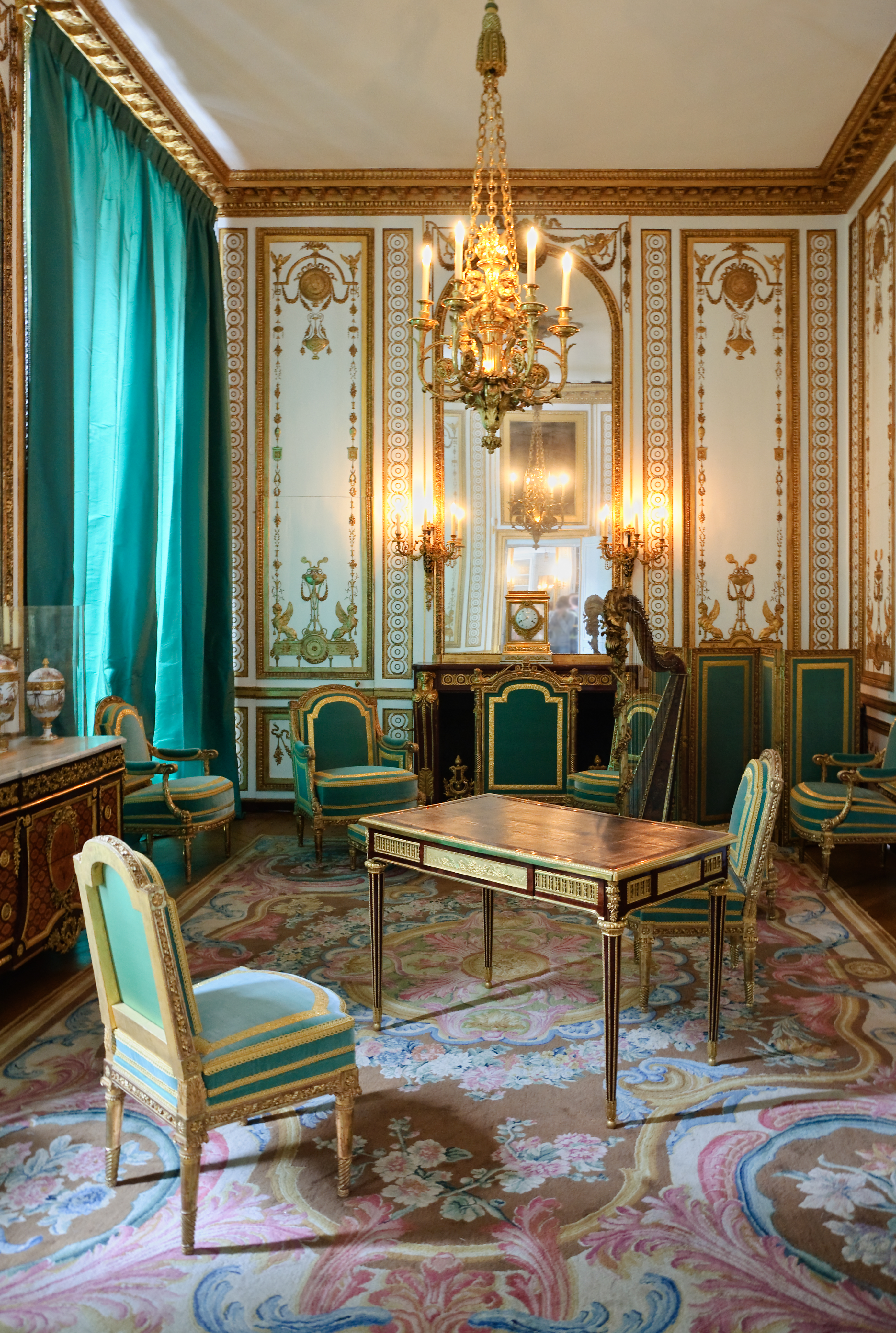
Mária Antónia királyné egyik magán kabinetje, Jean Henri Riesener német származású királyi ácsmester bútoraival

- a királyné hálószobája, a legfontosabb helyiség, ahol a leggyakrabban tartózkodott. Reggelenként látogatókat fogadott, felkelési szertartása a királyéhoz hasonlóan óramű pontossággal zajlott. A királyi gyermekek is ebben a szobában születtek. A szoba díszítése a három királyné kívánságait tükrözik, a mennyezet dekorációja Mária Terézia, a festmények Leszczyńska Mária, a bútorok és a kandalló Mária Antónia idejéből valók.
- a nemesek szalonja, ez a helyiséget előszobaként használták a királyné hálószobájához. Itt fogadta hivatalos körülmények között vendégeit, valamint ebben a szalonban társalkodott udvarhölgyeivel. Mária Antónia az egész dekorációt kicseréltette, csak a mennyezetfestményeket tartotta meg. A szalonban a legújabb angol divat szerinti bútorokat helyeztek el, melyek abban a korban sokkal modernebbül hatottak, mint a kortárs francia bútorok.
- az étkező, itt zajlottak a szertartásos és nyilvános étkezések, melyek mindig nagy tömegeket vonzottak. Az asztalnál csak a királyi család tagjai foglalhattak helyet. Körülöttük hercegnők, hercegek és magas beosztású hivatalnokok ültek zsámolyon. Végül következtek azok, akik rangjuk vagy a király kegye alapján jelen lehettek, de állva kellett maradniuk. XIV. Lajos majdnem minden nap részt vett ezeken a nyilvános étkezéseken, XV. Lajos azonban jobban kedvelte a privát vacsorákat, ahol a királyi családon kívül csak néhány bizalmasa volt jelen. XVI. Lajos idejében Marie Antoinette kívánságára egy pódiumot állítottak fel egy zenekar számára.
- a királyné testőrségének szobája, itt éjjel-nappal tizenkét testőr teljesített szolgálatot. A Királyné Lépcsője, vagy más néven a Márványlépcső is ide vezet. Versailles-ban csak a királynak, a királynénak és a trónörökösnek volt személyi testőrsége. A királyné lakosztályában ez az egyetlen helyiség amelynek megmaradt 17. századi díszítése. A királynék szinte sosem tartózkodtak itt, így nem fordítottak figyelmet a szoba díszítésére.
- a koronázási terem, a nagyméretű termet a 19. században teljesen átépítették, amikor I. Lajos Fülöp király a kastélyt múzeummá alakíttatta át. Ebben a formájában a történelmi galériákhoz tartozik, amelyek a kastély jelentős részét elfoglalják. A festmények Napóleon korára utalnak, nevét Jacques-Louis David híres alkotásáról, a Napóleon megkoronázásáról kapta. A forradalom előtt a termet mérete miatt többféle célra használták például, esküvői ünnepségekre, nagycsütörtöki lábmosás-ceremóniákra, stb.

#### A királyné magánlakosztálya
A királyné lakosztálya mellett néhány kisméretű szobát alakítottak ki privát használatra (Petit appartement de la reine). Mária Terézia királyné idejében még csak egy magánkápolna és öltözőszoba állt ezen a helyen. Később Leszczyńska Mária ezeket a helyiségeket hozzácsatoltatta a Királyné udvar és a Trónörökös udvar közötti szobákhoz. Ide vonult vissza olvasni, festeni, itt fogadta legközelebbi barátait. Mária Antónia királyné újabb helyiségeket alakíttatott ki, így végül egy teljes lakosztály állt rendelkezésére. Ezeknek a privát helyiségeknek a díszítése gyorsabban követhette a divatot, mint a hivatalos lakosztályoké, mert az etikett itt nem szabályozta például a bútorok számát. Ez egyformán igaz volt a király és a királyné magánlakosztályára is, de amíg XVI. Lajosnak megfelelt, ahogy elődje kialakította, a királyné folyamatosan új változtatásokat rendelt el.
- az aranyozott stúdió, Leszczyńska Mária részére készült, majd 1783-ban alakították át jelenlegi formájára Mária Antónia udvari építésze, Richard Mique tervei alapján. A falakon a paneleket a Rousseau testvérek készítették, a ma itt látható bútorok és dísztárgyak eredetileg pedig az uralkodó tulajdonában voltak. A szoba nevét a falakon lévő panelek bőséges aranyozásáról kapta. Amikor a palotában tartózkodott Mária Antónia, gyakran ide vonult vissza, és itt fogadta gyermekeit és barátait.
- a meridian kabinet, egy szokatlan, sokszög alaprajzú kisméretű szoba, amely lehetővé tette, hogy a szolgálók eljussanak a hálószobából a többi helyiségbe anélkül, hogy a királynét zavarnák, aki a déli órákba ide vonult vissza. Jelenlegi díszítését 1781-ben nyerte el, azután, hogy Mária Antónia világra hozta a trónörököst.

## A Tükörgaléria és a hozzá tartozó szalonok

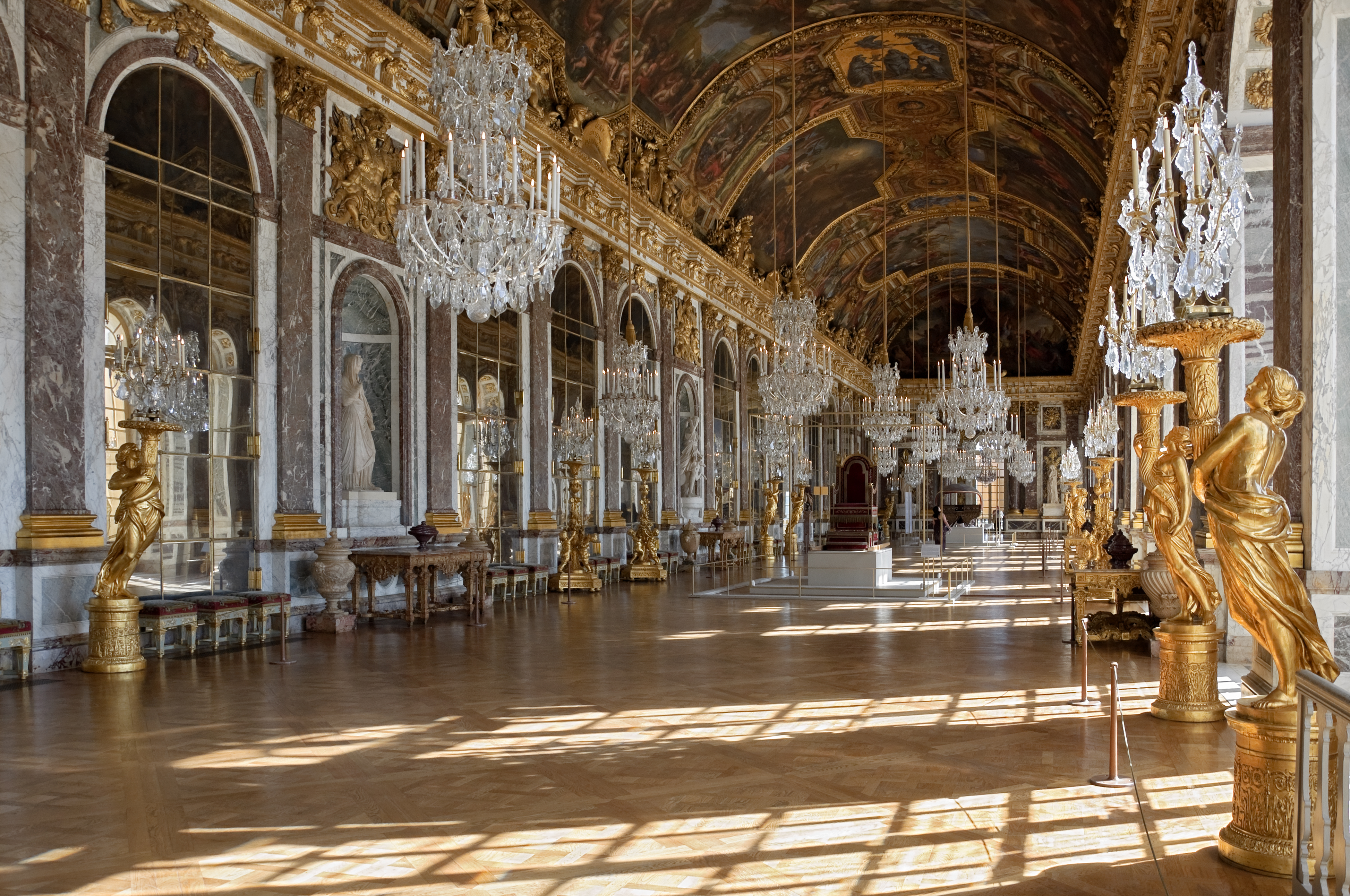
A Tükörgaléria

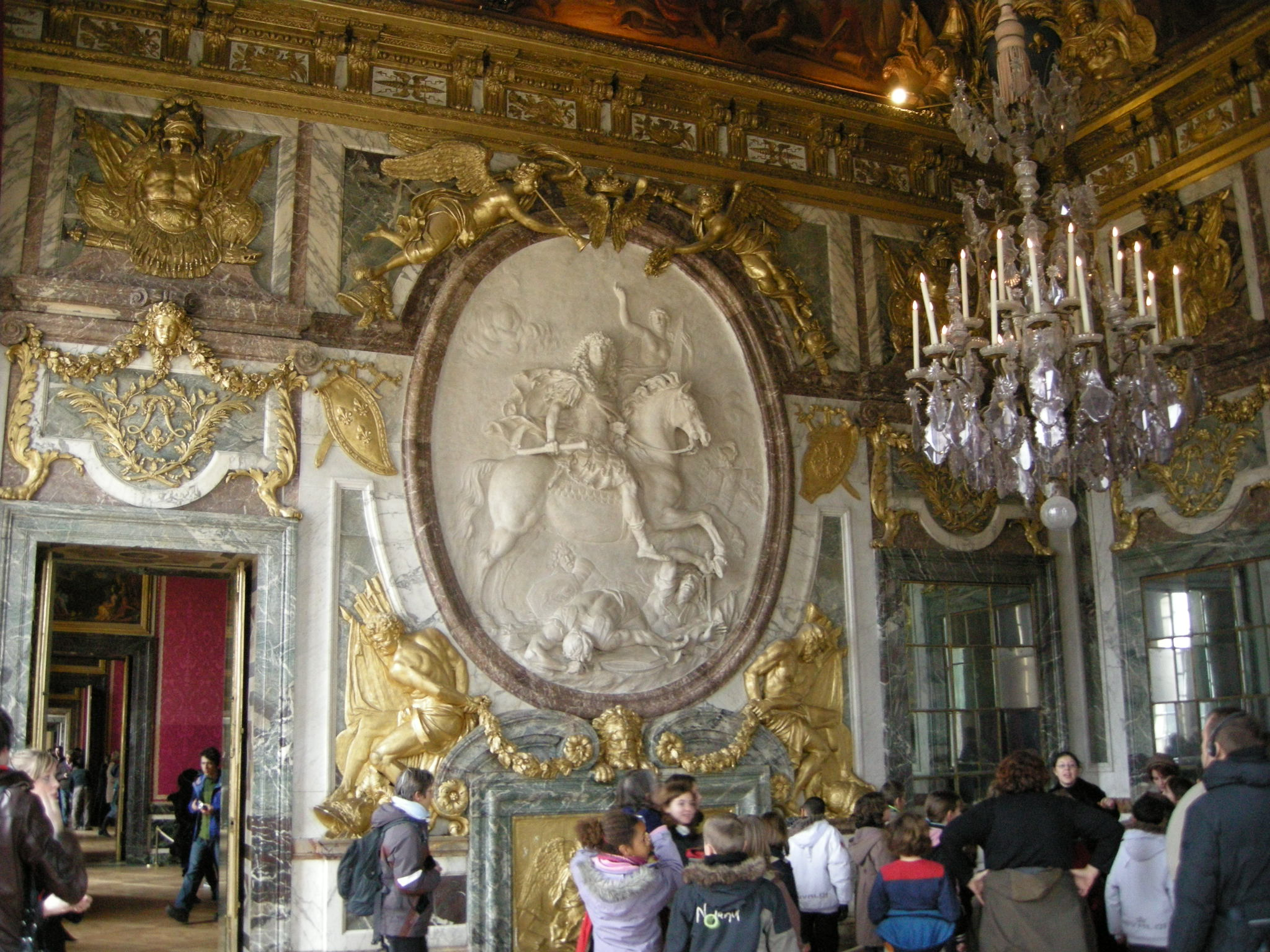
A Háború szalonja, részlet

A Háború szalonja, a Tükörgaléria, és a Béke szalonja együttesen csaknem száz méter hosszú teremegyüttest alkotnak, ami méltó folytatása, és lezárása a királyi lakosztálynak. A tükörgalériát a hozzá kapcsolódó szalonokkal együtt reprezentációs céllal alakították ki. A Tükörgaléria volt a nagy állami ünnepségek színhelye. 1678-ig három másik, a teraszra vezető helyiség is tartozott hozzájuk, ám ezeket lebontották. 1678-ban a francia-holland háború lezárása után lehetőség nyílt újabb átalakításokra, ekkor kezdődött a Tükörgaléria és a hozzá tartozó két szalon építése Hardouin-Mansart irányításával. A dekorációt ezekben a termekben is Le Brun tervezte, majd műhelye segítségével elkészítette a festményeket. A tükrök nemcsak a nap, hanem a gyertyák fényét is visszaverték. A níjmegeni béke jelentette XIV. Lajos uralkodásának csúcspontját, így a Háború szalon összes festményének témája Franciaország győzelme ellenségei felett. A Tükörgaléria, ami egy 73 méter hosszú folyosó, világosan kinyilvánítja Franciaország politikai, gazdasági, és művészi sikerét:
- politikai siker: a mennyezet harminc festménye XIV. Lajos uralkodásának első tizennyolc évét illusztrálja 1661-től a níjmegeni békéig.
- gazdasági siker: a teremben található 357 tükör bizonyítja, hogy a francia ipar képes volt megtörni Velence tükörmonopóliumát.[4]
- művészi siker: a márvány oszlopokat egy újfajta típusú, francia oszloprendnek nevezett aranyozott bronz oszlopfőkkel díszítették.[4]

A Tükörgalériát leggyakrabban a nemesség találkozóhelyeként használták, naponta nyitva állt az előkelő sőt még a közrendű látogatók előtt is. Csak kivételes esetekben tartottak itt ünnepségeket, olyankor, amikor a király a legmesszebbmenőkig hangsúlyozni kívánta udvara pompáját, rendszerint külföldi követek fogadásakor. Ilyenkor a Tükörgaléria egyik végén emelvényt állítottak fel a király trónszéke számára. Ilyen kivételes alkalom volt 1685-ben a genovai dózse látogatása vagy 1715-ben a perzsa, 1742-ben az Oszmán Birodalom követének fogadása. Ezenkívül itt tartották 1697-ben XIV. Lajos unokájának és 1745-ben XV. Lajos fiának esküvői ünnepségét. A Háború szalonja -középpontjában Antoine Coysevox-nak az ellenséget eltaposó uralkodót ábrázoló domborművével- XIV. Lajos győzelmét ünnepli, a Béke szalonja viszont az uralkodása alatt beköszöntött békét. XIV. Lajos uralkodása után a szalont egy paravánnal leválasztották a Tükörgalériától és a királyné lakosztályához csatolták. XV. Lajos uralkodása alatt a szalonban a királyné, Leszczyńska Mária kívánságára minden vasárnap koncerteket adtak. Később utóda Mária Antónia a szalonban játéktermet rendezett be.

## A király kis lakosztálya

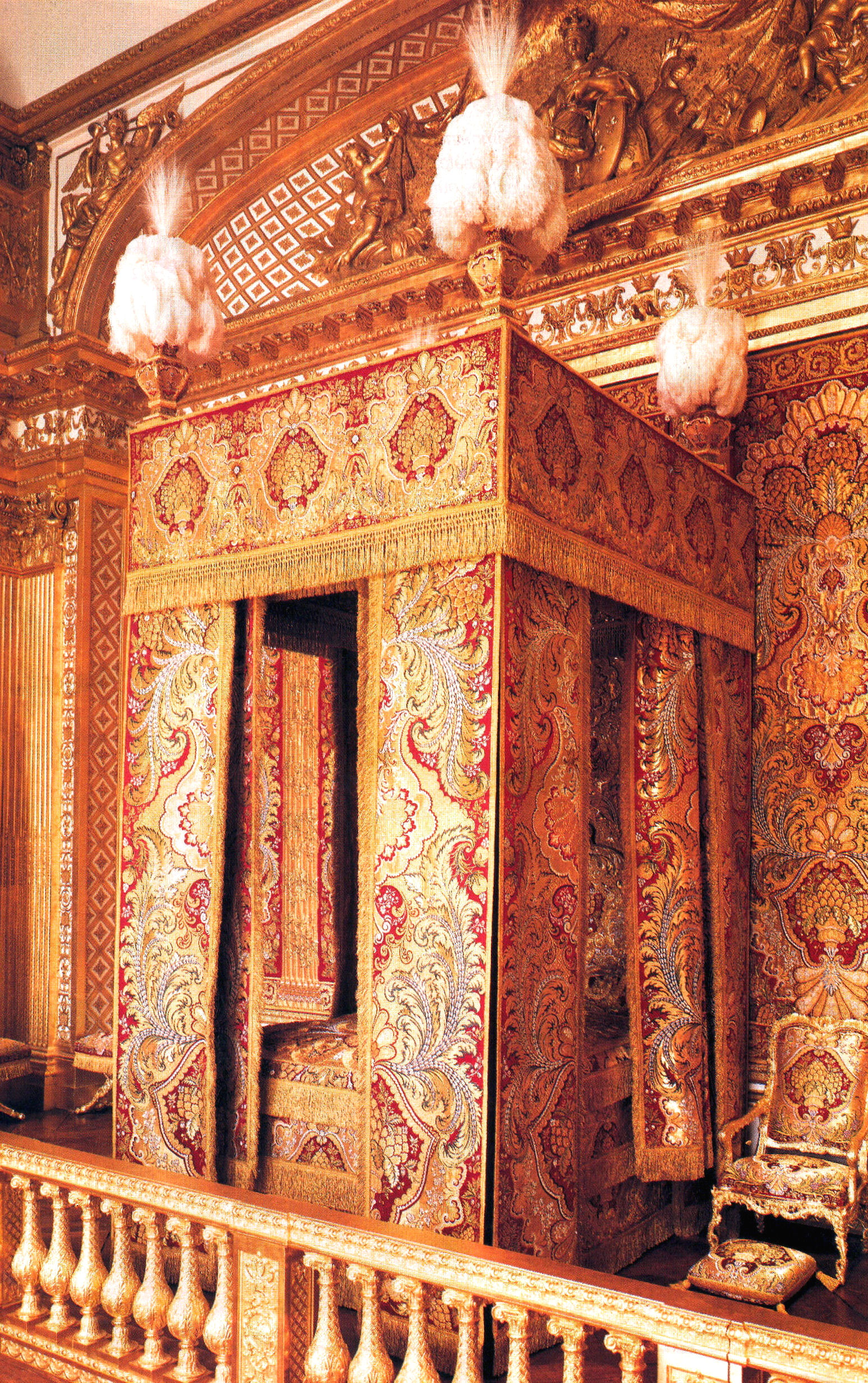
A király hálószobája

A hagyományosan a királynak két lakosztálya volt. Az egyik, a király nagy lakosztálya a hivatalos eseményekre, és egy magánlakosztály, ahol az uralkodó a magánéletét élte. Nem sokkal azután, hogy az udvar végérvényesen Versailles-ba tette át székhelyét 1682-ben a király átköltözött egy, a Márványudvar melletti kisebb lakosztályba, amelyet hivatalos és magán célokra is használt. A magánélete egyre inkább nyilvánossá vált, az egész élete egy színielőadáshoz kezdett hasonlítani, ahol minden percet az etikett szabályozott. Ezt az életformát részben követték utódai is, akik viszont figyelmet fordítottak arra, hogy legyen egy privát lakosztályuk is ahová időnként visszahúzódhattak. Egészen a francia forradalomig ez a lakosztály volt a francia királyság központja. A lakosztály négy részből áll:
- a „ökörszem” szalon nevét az ajtó felett elhelyezett ovális alakú ablakról kapta. Ez volt az egyik előszoba, ahol az udvaroncok várakoztak, mielőtt a király fogadta őket. Tizenhét évig a szalon helyén két kisebb helyiség volt. A átalakításokra azért volt szükség, mert a felkelési ceremónián részt vevő udvaroncok száma egyre nőtt, így az előző helyiségek kicsinek bizonyultak. Jelenlegi formáját és díszítését XIV. Lajos utasítására nyerte el 1701-ben.
- a király hálószobája, a francia udvar központja, 1701-ben került jelenlegi helyére a kastély közepére. Amikor a király a hálószobában tartózkodott a belépést az etikett szigorúan szabályozta, ellenkező esetben a szobába bárki beléphetett. A rituális felkelés első részére a „petit lever”-re csak kevés, bizalmas udvaronc léphetett be, később a „grand lever” alatt az uralkodó több száz ember előtt öltözött fel. XIV. Lajos délután egy óra körül visszatért a hálószobába és egyedül ebédelt néhány bizalmasa társaságában. Ebben a szobában zajlottak a magánkihallgatások, egyes követek fogadása és a legmagasabb rangú tisztek eskütétele. XIV. Lajos utódai egy kisebb, kényelmesebb hálószobát használtak.
- a tanácsterem helyén is eredetileg két, kisebb helyiség volt, az egyiket XIV. Lajos dolgozószobának használta, ahol minden nap délelőtt 11-től ebéig tanácskozott minisztereivel. 1755-ben XV. Lajos alakíttatta át jelenlegi formájára. A falak díszítését Antoine Rousseau készítette Gabriel Rousseau tervei alapján. Több mint egy évszázadon keresztül a legnagyobb horderejű politikai döntéseket itt hozták meg, köztük 1775-ben Franciaország belépését az Amerikai függetlenségi háborúba.
- a király kis lakosztályába vezető márványlépcső számított a kastély legfontosabb lépcsőjének, két irányba vezetett, a király és a királyné lakosztályába. 1681-ben építették, hogy a kastély túloldalán lévő, az azóta lebontott Követek lépcsője párja legyen. A lépcső díszítésének alapja a különböző színű márványok használata.

## A király magánlakosztálya
A király magánlakosztálya a Márványudvarra és a Királyi udvarra néz. XV. Lajos utasítására alakították ki egy kisméretű őrszobával kezdve a munkálatokat, hogy a király lakosztályába vezető lépcső őrzése biztosítva legyen. A lépcső az első emeletre vezet, ahol két előszobát, egy hálószobát és egy dolgozószobát építettek. A dolgozószobából újabb, már korábban meglévő termek nyílnak. XIV. Lajos uralkodása alatt ezekben a helyiségekben helyezték el a király ritkasággyűjteményét, közöttük Leonardo Da Vinci híres festményét a Mona Lisát.
- XV. Lajos hálószobája 1738-ban készült el, nem messze XIV. Lajos díszes, ám rendkívül célszerűtlenül kialakított hálószobájától. Kisebb elődje szobájánál, viszont déli fekvésű, ezért könnyebben befűthető. A falak díszítését Jacques Verbeckt szobrász készítette. A hálószobán 1789-ig csak minimális mértékben változtattak egy kis öltözőkabin hozzáadásával, és néhány új bútorral.
- XV. Lajos dolgozószobája, sarokszobának is nevezik, mert egyik oldalról a Márványudvarra, másik oldalon a Királyi udvarra néz. XV. Lajos uralkodása alatt a szobát többször is átalakították, ami komoly összegeket emésztett fel. A falakon látható domborműves díszítésű panelek Jacques Verbeckt legszebb munkái. A bútorzat legkiemelkedőbb darabja XV. Lajos zárható tetejű íróasztala (az első[4] ilyen típusú asztal), ami lehetővé tette a király számára, hogy elöl hagyja fontos dokumentumait, de egyúttal védte is az illetéktelenektől. Nem csak kialakítása és díszítése rendkívüli, hanem a zárszerkezete is, ami lehetővé tette, hogy egy mozdulattal egyszerre kinyissa, illetve bezárja az asztal fedelét és az összes fiókot.
- a fürdőszoba az utolsók között készült el, a falakon lévő medalionokra vízzel kapcsolatos jeleneteket véstek. A fürdőszoba díszítésére nem Verbeckt, hanem legnagyobb riválisa, Antoine Rousseau kapott megbízást, aki a munkát 1771-ben fejezte be. A fürdőkádat XVI. Lajos idejében eltávolították, mert az uralkodó ide helyeztette el hivatalos, bizalmas iratait.
- XVI. Lajos könyvtárszobája az építész Ange-Jacques Gabriel műve 1774-ben, nem sokkal XV. Lajos halála előtt készült el. Később XVI. Lajos kedvelt tartózkodási helye volt, ahol szabadon hódolhatott a tudományok – főként a földrajz – iránti szenvedélyének.A szoba közepén álló több, mint két méteres asztal lapja egy darab mahagónifából készült.
- a porcelán étkezőt 1769-ben építették XV. Lajos számára. Később XVI. Lajos és Mária Antónia használta éveken át az úgynevezett társasági étkezésekhez, amelyek átmenetet képeztek a szertartásos és a privát étkezések között. Körülbelül negyven személy vehetett részt rajtuk, ha a hely kevés volt akkor a férfiak a szomszéd helyiségben étkeztek a biliárdasztalon. Azért hívták porcelán szalonnak, mert minden évben itt állították ki a Sèvres porcelángyárban készült legszebb darabokat.
- játékterem; eredetileg itt volt XIV. Lajos ritkasággyűjteményének egy része, de a többszöri átalakítás miatt napjainkban ebből már semmi nem látható. A szoba jelenlegi formája azt az állapotot tükrözi, amikor XVI. Lajos idejében játékteremnek használták. A bútorzatot, amit a forradalom idején elárvereztek nagyrészt sikerült visszavásárolni.

## A király kis kabinetjei
A kastély egyik belső udvara a Szarvas udvar köré XV. Lajos parancsára kisméretű szobák labirintusát építették. Ezekbe a szobákba csak a király legszűkebb köre léphetett be. A szobákat sokszor átrendezték, és költséges átalakításokat végeztek rajtuk. A szobák között volt könyvtárszoba, konyha, lekvárfőző szoba, lepárló, fürdőszoba, fogadószoba, sőt egy tetőteraszon még madárház is. XV. Lajos felesége, Leszczyńska Mária, és szeretője, Pompadour márkiné halála után ezekben a szobákban lakott. XVI. Lajos ácsműhelyt, fafaragóműhelyt és barkácsműhelyt rendeztetett be a kastélynak ezen a részén.

## A trónörökös és a trónörökösné lakosztályai

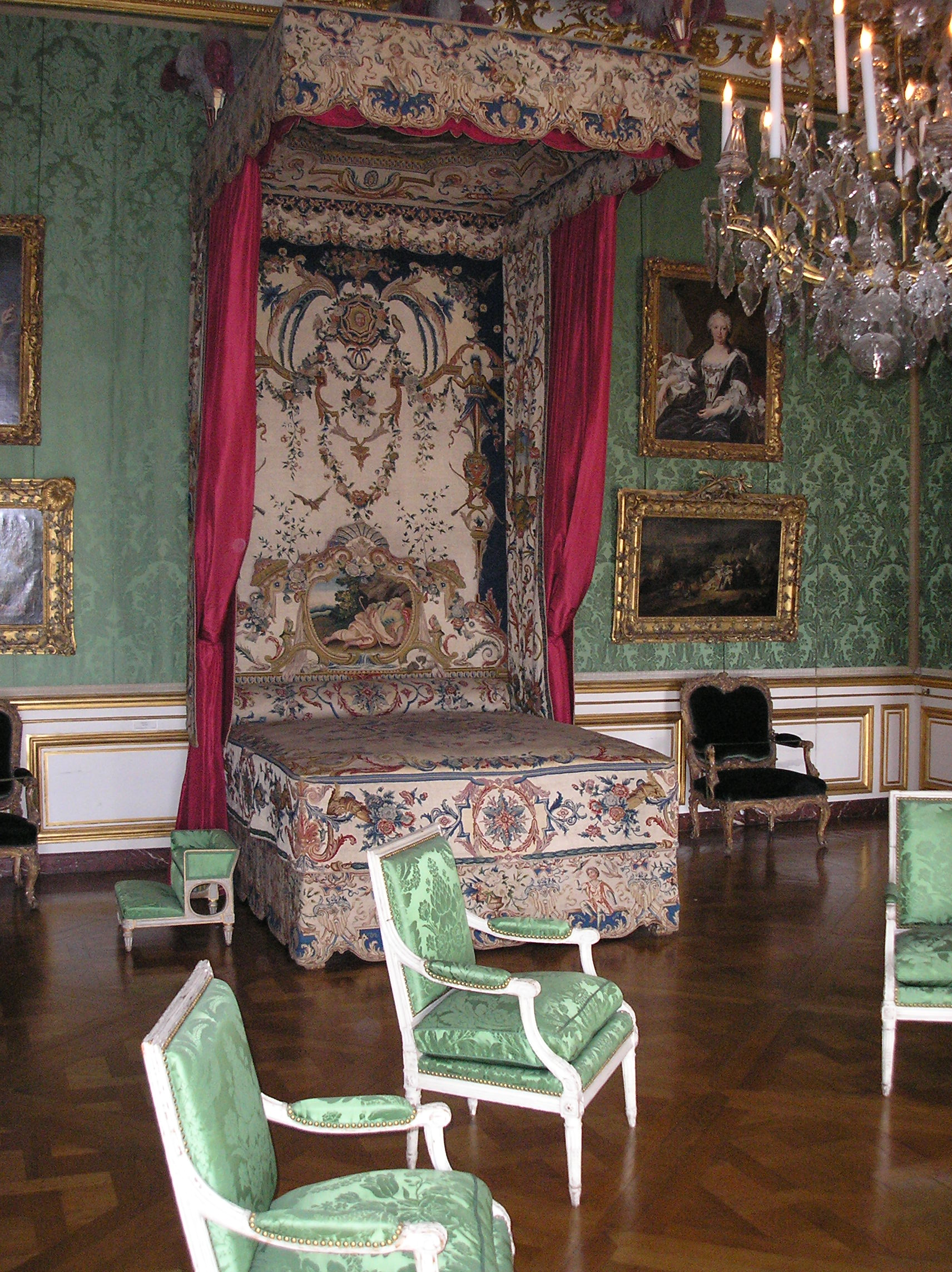
A trónörökös hálószobája

Ezt a két földszinti lakosztályt, melyeket lépcsők kötnek össze a pont felette lévő királyné lakosztályával mindig a királyi család befolyásos tagjai használták. Először XIV. Lajos testvére Monsieur, majd az ő fia Monseigneur lakott itt. Később a király unokaöccse használta aki régensként uralkodott a király halála után. Jelenlegi állapota azt az időt tükrözi, amikor XV. Lajos fia lakott itt második feleségével 1747 és 1765 között. Utána hosszú ideig Provence grófja és grófnéja, XVI. Lajos testvére és sógornője használta. Amikor kitört a forradalom ezekben a szobákban rejtették el a trónörököst, a jövendő XVIII. Lajost és nővérét.
- a trónörökös hálószobája; a Márványudvarról egy őrszobán és két előszobán keresztül lehetett a trónörökös hálószobájába eljutni. Díszítése 1747-ből való, előtte a szoba helyét két kisebb helyiség foglalta el. Az egyikben Monseigneur helyezte el festménygyűjteményét a másikat a régens használta dolgozószobának aki ott is halt meg 1723-ban. A szoba díszítése akkor készült, amikor Ange-Jacques Gabriel a király főépítésze volt, tehát valamikor 1742 és 1774 között. Az ágytól balra lévő festményt, amely egy farmot ábrázol Leszczyńska Mária királyné festette Jean-Baptiste Oudry (a királyné rajztanára) a Louvre-ban örzött képe alapján.
- a trónörökösné hálószobája; ez volt az a szoba, ahol három francia király, XVI. Lajos, XVIII. Lajos és X. Károly a világra jött. Az 1747-ben elkészült díszítésből napjainkra már szinte semmi sem maradt.

## A királyi kápolna

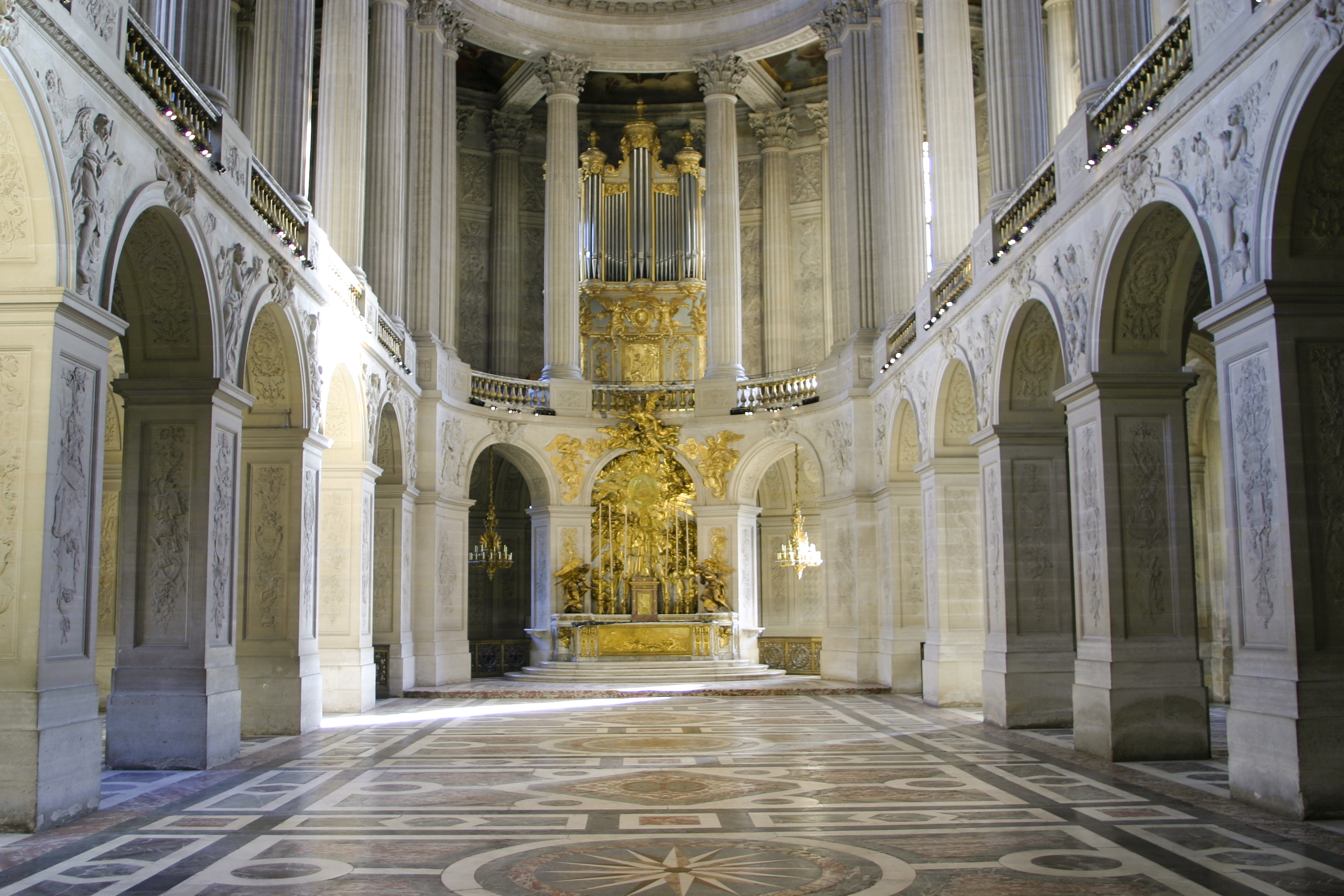
A Királyi kápolna

A kápolna építését 1689-ben kezdték el Hardouin-Mansart irányításával. A munkálatokat késleltette a háborúk miatti pénzhiány, így a kápolnát csak 1710-ben öt évvel XIV. Lajos halála előtt szentelték fel. Hardouin-Mansart 1708-ban bekövetkezett halála után a kápolnát sógora Robert de Cotte irányításával fejezték be. A kápolna antik, középkori és barokk elemeket egyesít. A Szent Lajos építtette Sainte-Chapelle (a középkorban épült párizsi királyi palota kápolnája) mintáját követi, ezáltal a francia királyság egészét kívánja megjeleníteni. A kápolna egy főhajóból, két mellékhajóból és egy szentélykörüljáróból áll. Az udvar mindennap részt vett a misén, a király családjával a királyi páholyban tartózkodott. Az udvarhölgyek az oldalsó galériákat foglalták el, az udvar többi tagja a földszinten hallgatta a misét.
Különleges alkalmakkor, mint például a királyi gyermekek keresztelőjén vagy esküvőjén a király is a földszinten foglalt helyet. A kápolna mennyezetét freskókkal díszítették. Az oszlopok fölötti félköríveken angyalokat ábrázoltak Krisztus szenvedésének eszközeivel. Az oltár fölé Krisztus feltámadását festették, a mennyezeten a Szentháromság látható angyalokkal.

## Az opera

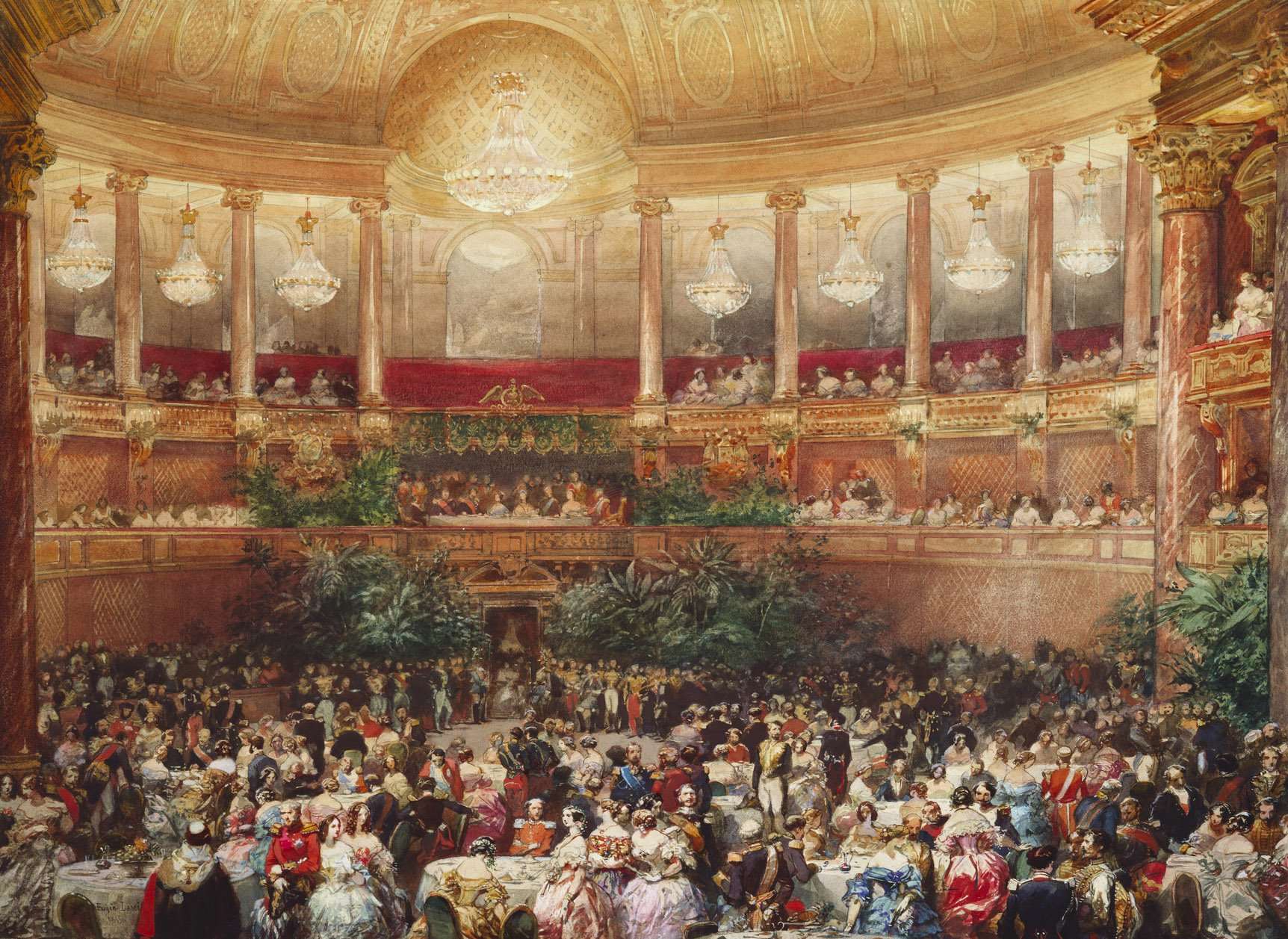
Az opera

Az opera építését már XIV. Lajos idejében elhatározták, de csak 1770-ben a későbbi XVI. Lajos és Mária Antónia esküvőjére készült el. Az operát úgy tervezték, hogy a színházi előadások mellett bálok és más ünnepségek megrendezésére is alkalmas legyen. A nézőtér befogadóképessége több, mint ezer fő, így a Versailles-i volt a legnagyobb udvari színház. A nézőtér az opera területének csak a felét foglalta el, mert a színpad mélysége megegyezik a nézőtér méretével. Elegáns díszítéséhez kék, fehér és arany színeket használtak. Az építész Gabrielnek sikerült elkerülnie az itáliai színházak egyik jellegzetességét az egymás mellé és fölé zsúfolt páholyokat. A nézőtér mennyezete gazdasági és akusztikai okokból fából készült, a tetőszerkezet az egyik legjobb ács Delanois munkája. Az operát csak jelentős alkalmakkor használták, mert a világítás óriási mennyiségű gyertyát emésztett fel.

## A történelmi galériák

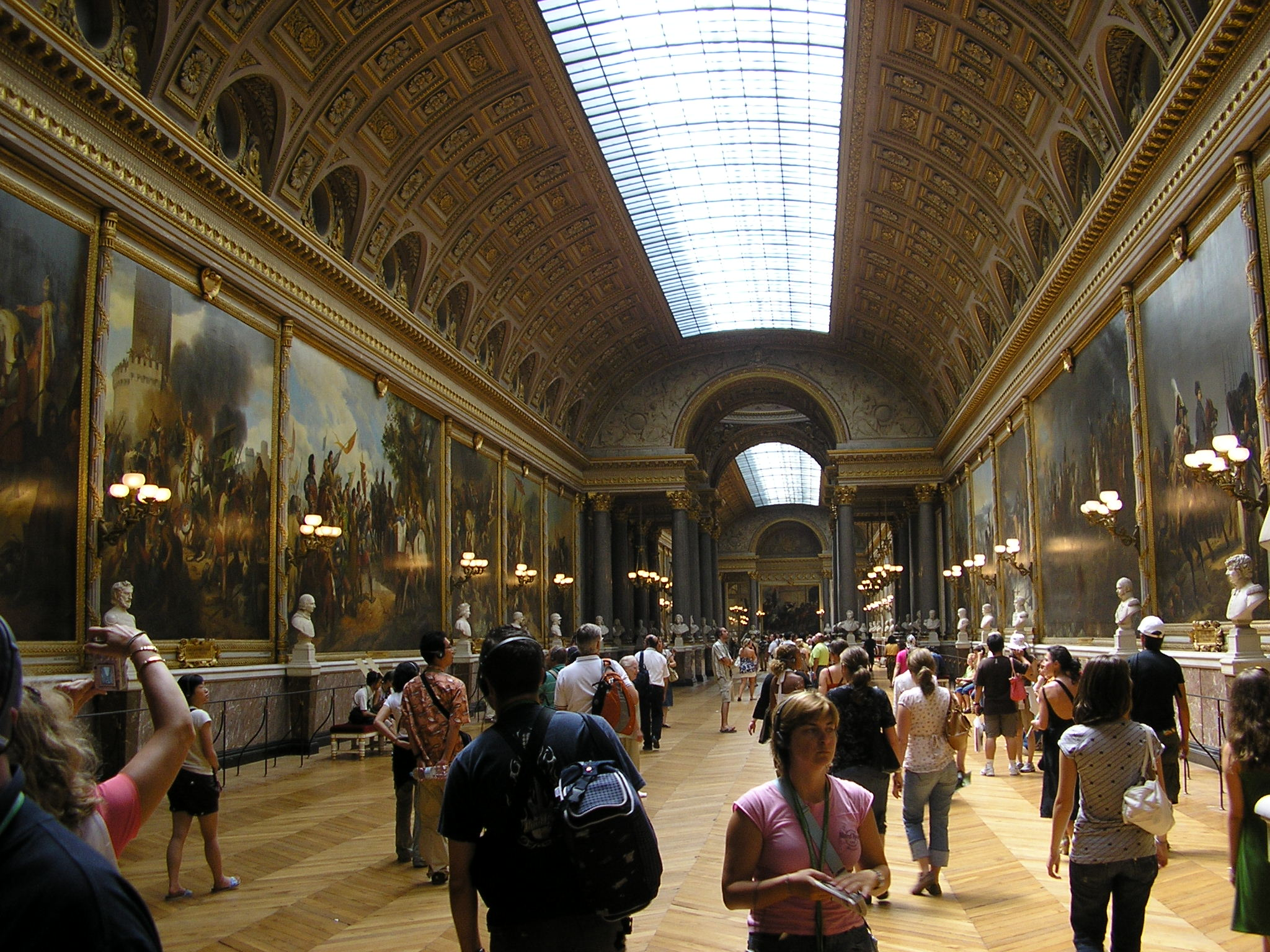
A Csata galéria

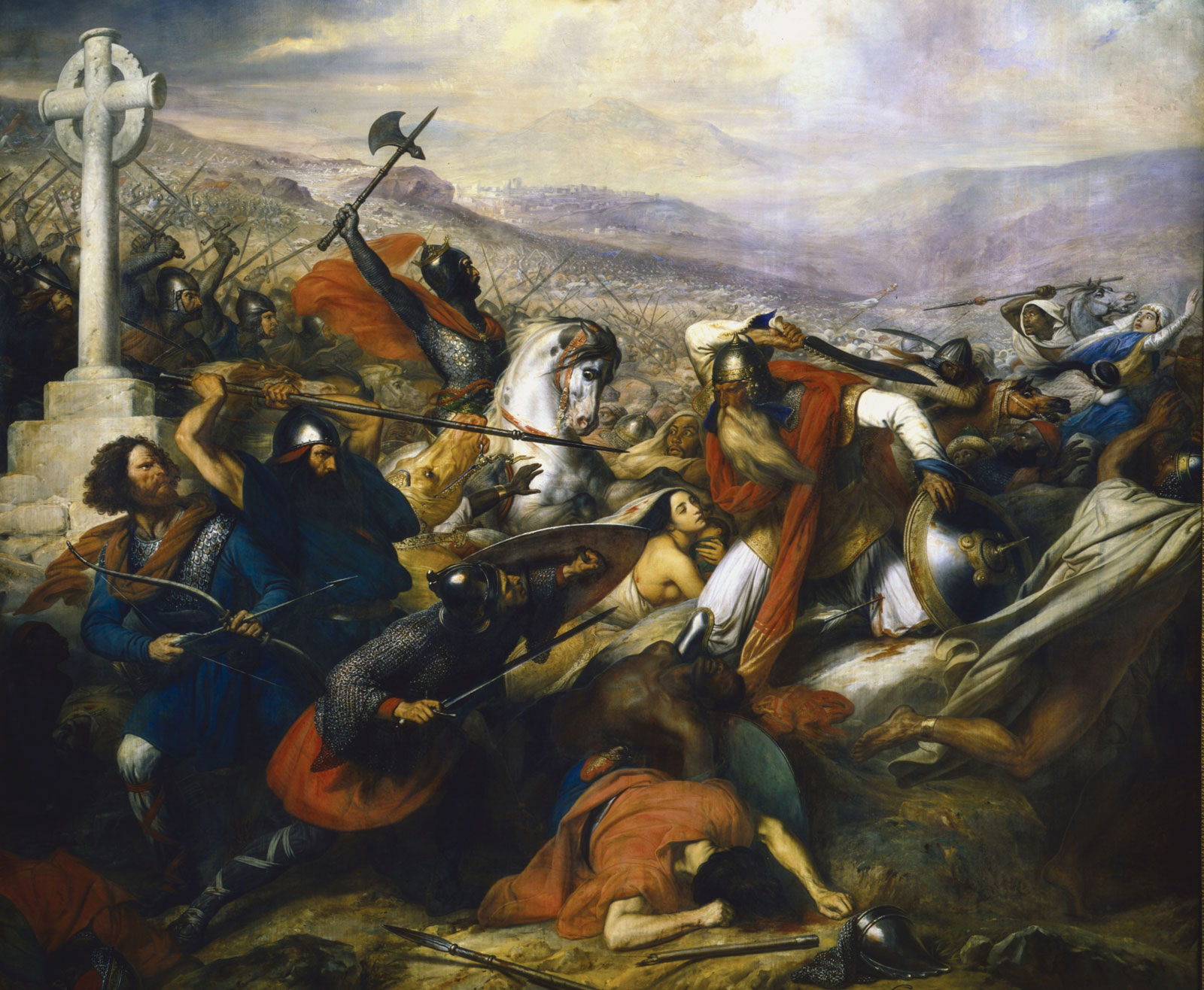
A Csata galéria, részlet

1833-ban Lajos Fülöp a kastélyt megfosztotta királyi székhely státuszától és múzeummá alakíttatta át. Úgy döntött, hogy egy helyre gyűjti össze a francia történelem nagy alakjainak összes létező ábrázolását (festményeket, szobrokat, metszeteket) a kezdetektől, Klodvigtól az ő koráig. Királyi, hercegi és magángyűjteményekből származó darabokat gyűjtöttek össze, ezenkívül Lajos Fülöp megbízást adott a kor legjelentősebb művészeinek arra, hogy történelmi eseményeket ábrázoló festményeket készítsenek. A múzeum kialakításával építészét Charles Nepveu-t bízta meg, aki számos, visszafordíthatatlan átalakítást rendelt el a kastélyon, főleg azon a területen ahol most a történelmi galériák láthatók. Az építkezés alatt számos hercegi lakosztályt leromboltak. A múzeum több, mint 6000 festményt és körülbelül 3000 szobrot őriz.
- a csata galériát 1837-ben alakították ki Pierre François Léonard Fontaine és Nepveu tervei alapján. 120 méter hosszú, elfoglalja a kastély déli szárnyának nagy részét, amely 1681-ben épült a királyi családhoz tartozó hercegek számára. Öt lakosztályt és tizennégy az udvaroncok számára kialakított szobát kellett lerombolni a galéria részére. A galériában harmincöt nagyméretű festmény jeleníti meg Franciaország legnagyobb hadvezéreit I. Klodvigtól I. Napóleonig. A festményeket olyan elismert művészek készítették, mint például Eugène Delacroix.

A történelmi galériákhoz tartozik:
- a keresztes lovagok terme
- 17. századi termek
- a forradalom korának termei
- I. Napóleon korának termei
- 19. századi termek

## A kert

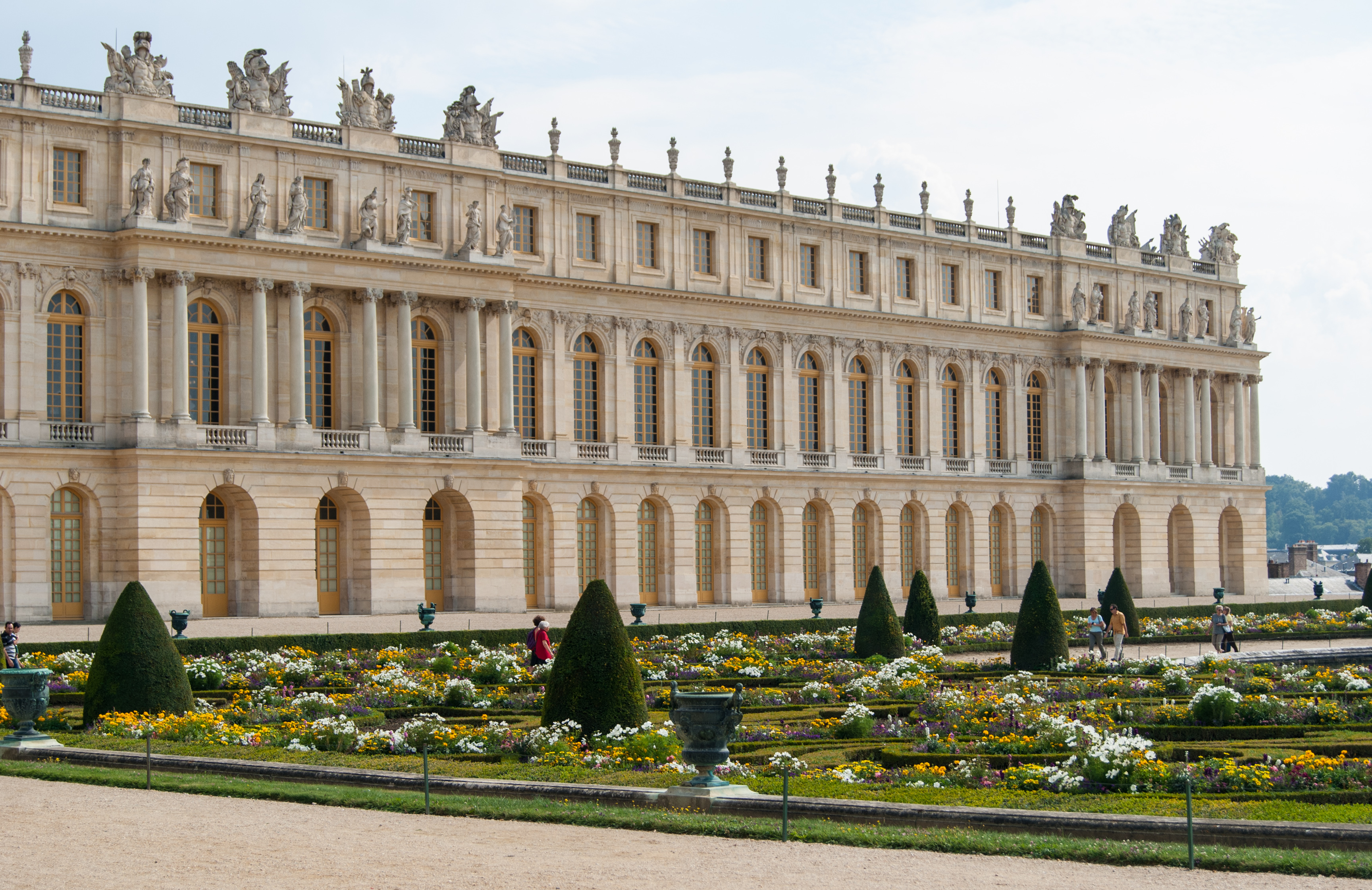
Virágos kert a kastély déli szárnyánál

A kert fontossága egyenrangú volt a kastély fontosságával. A kertben ünnepségeket tartottak, az ünnepségekhez díszleteket készítettek. A barokk művészetben fontos szerepet játszottak az ünnepségek és a hozzá tartozó díszletek. Az ünnepségek során minden művészeti ág szerephez jutott, így joggal lehet használni az "összművészet" kifejezést. A kert, amelynek középpontja a kastély, három részből áll. Az első rész a mai Kis park, amelyet a „Napkirály” apja XIII. Lajos alakíttatott ki Jacques Boyceou-val. Ezt a 93 hektáros területet a hozzá tartozó facsoportokkal együtt egy sétány határolja, amely keresztezi az Apolló medencét. A második rész, a mai Nagy park területe tízszer ekkora. A harmadik rész a vadászterület 6500 hektáros és egész falvak találhatóak benne. A park kialakításának első fázisa 1661 és 1680 közé esik. Tizenöt utakkal szegélyezett facsoportot ültettek. 1684-ben a király vezető építésszé nevezte ki Hardouin-Mansart-t. A kert kialakítása ettől kezdve klasszicista jellegű lett az épületeket szigorúan elválasztották a természettől. Komoly nehézséget jelentett a vízellátás, először egy 1664-ben létrehozott, lovakkal működtetett pumparendszer segítségével került víz a kertbe a Clagny tóból.

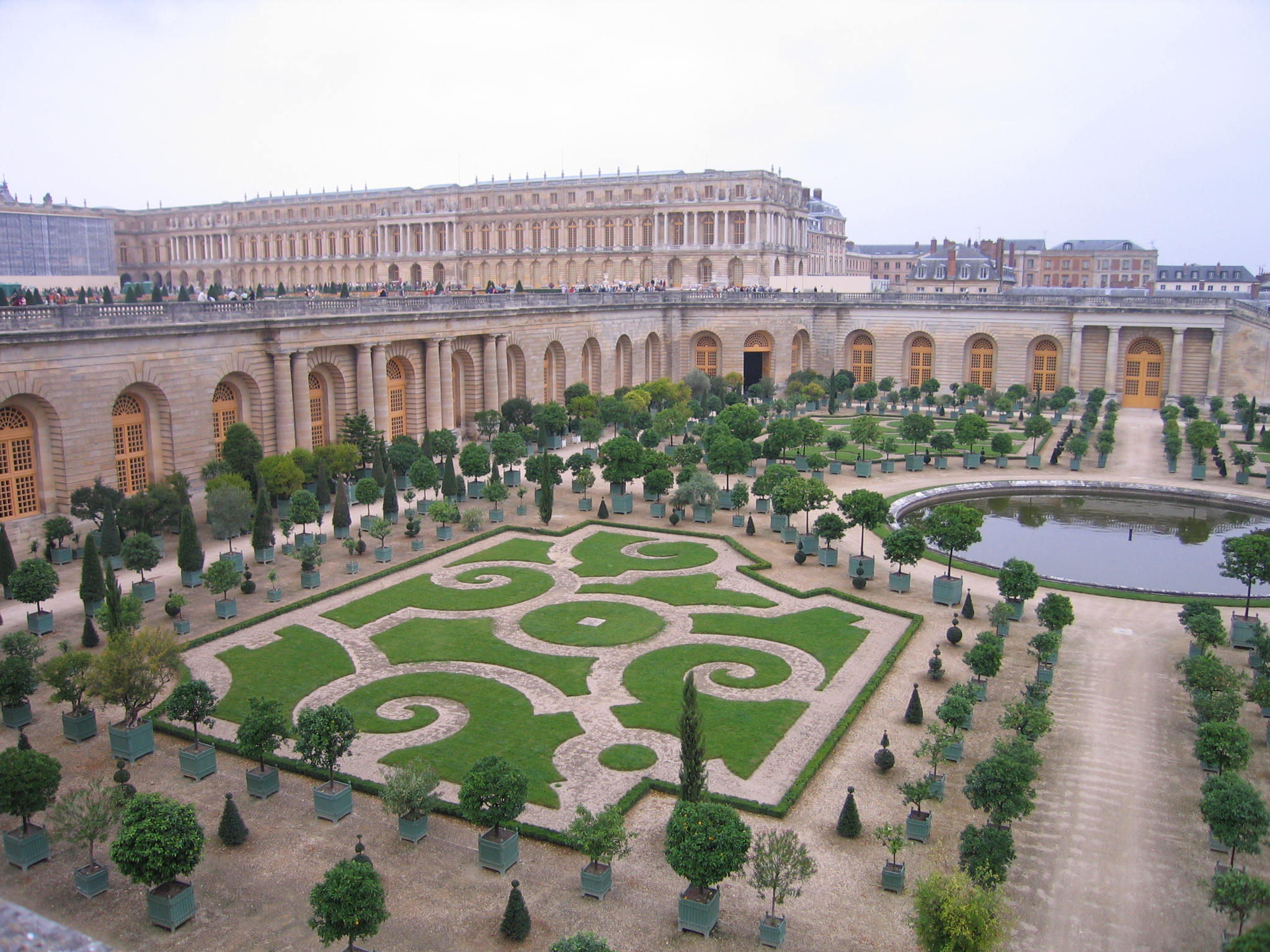
A Narancskert

Ez később kevésnek bizonyult és további források vizét kellett a csővezetékekbe pumpálni, a pumpák működtetéséhez a nyolcvanas években szélmalmokat építettek. 1678 és 1685 között Versailles környékén sok kis tavat és mocsaras területet csapoltak le. A vizet tározókba vezették, majd onnan került a parkba. XIV. Lajos halála után a kerttel néhány évig nem törődtek, majd 1722 után újrakezdték a munkálatokat, de már csak kisebb átalakításokat végeztek. A forradalom kitörése után a kertet nem gondozták, a növények elvadultak. Napóleon császár utasítására kezdtek újra törődni vele. Napjainkban, 1992 óta egy újraültetési program van folyamatban, amit jelentősen lelassított egy az 1999 decemberében pusztító vihar, amely jelentős károkat okozott. A károk helyreállítása után az újraültetési program felgyorsult, mostanra a kert jelentős része visszanyerte eredeti formáját. A palota területén található továbbá az úgynevezett Narancskert is. A kertet Hardouin-Mansart tervei alapján alakították ki, 1684 és 1686 között egy másik, 1663-ban telepített, kisebb narancskert helyére. Területe három hektár, XIV. Lajos idejében szobrokkal díszítették. Ezek a szobrok ma a Louvre-ban találhatók. A narancskertben 1055 fát helyeztek el ládákban, amelyeket télen melegházba visznek.

### Medencék
Az évek során a kerttel együtt számos medence is épült. A kastély homlokzata mellett épített két díszmedence olyan hatást kelt, mintha a homlokzat meghosszabbítása lenne. A medencéket többször átalakították, jelenlegi alakjukat 1685-ben nyerték el. Szobordekorációik Charles Le Brun tervei alapján készültek. Mindkét medence szélén négy-négy szoborcsoport található, Franciaország négy folyóját, négy nimfát és négy gyermeket ábrázolnak. 1687 és 1694 között a Keller testvérek öntödéjében öntötték bronzba a szobrok modelljeit. A Létó medence Ovidius Metamorfózisa alapján, a medence Létó legendáját jeleníti meg, miután Jupiter az istennő ellenségeit békává és gyíkká változtatta. A medence közepén álló istennő szobra 1670-ig egy sziklán állt, hat békaszoborral a medencében és további huszonnéggyel a medence melletti pázsiton. Ezt az elrendezést Hardouin-Mansart változtatta meg jelenlegi formájára 1687 és 1689 között. Az Apolló medencét XIII. Lajos uralkodása alatt 1636-ban építették. XIV. Lajos megnagyobbíttatta majd 1670-ben elhelyezték a medence közepére a híres, aranyozott bronzból készített szoborcsoportot, amely Apollót ábrázolja kocsiján. A szoborcsoport két évig, 1668-tól 1670-ig készült. Az Apolló medence megnagyobbítása után kezdődött a nagy csatorna kialakítása, amely tizenegy évig, 1668-tól 1679-ig tartott. A nagy csatornán hajók horgonyoztak, a csatornánál időnként vízi ünnepségeket tartottak. 1674-ben a velencei doge két gondolát és hozzájuk négy gondolást küldött Versailles-ba.

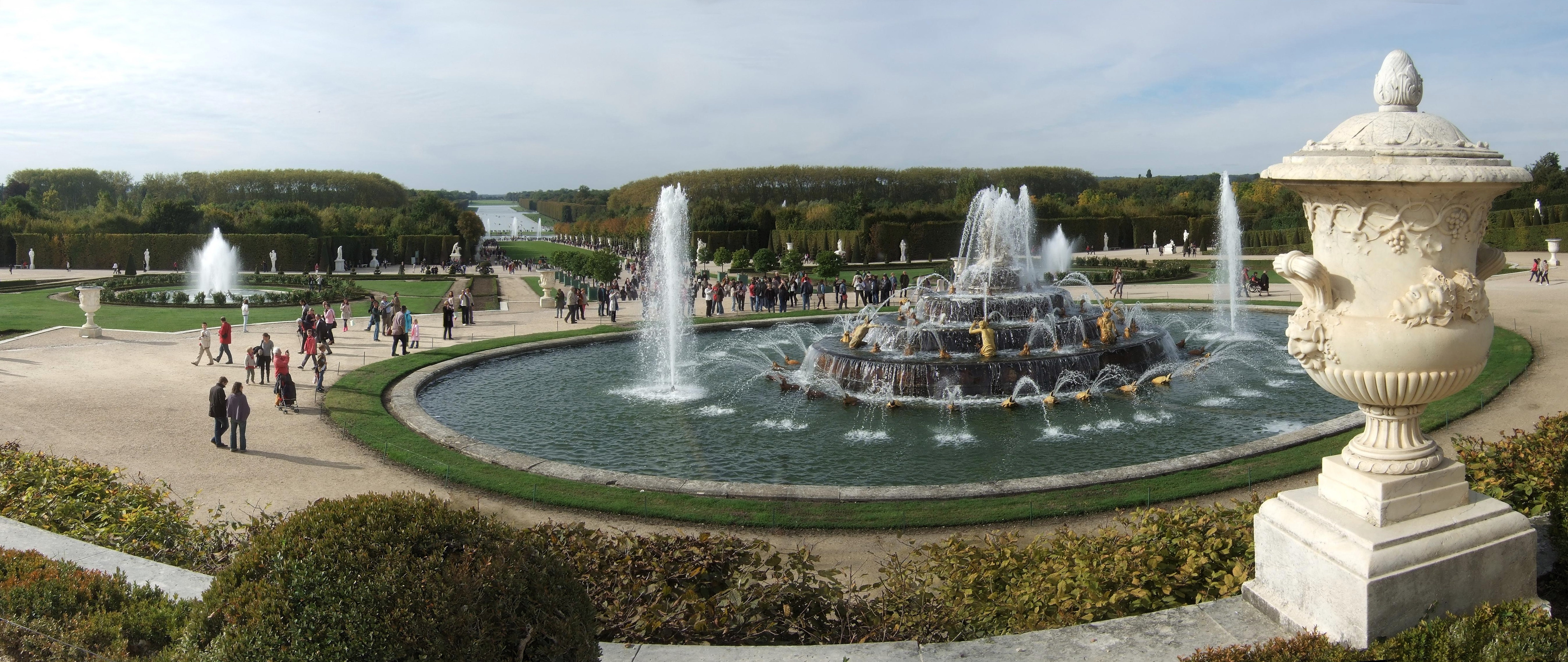
Az Apolló medence

### A sétányok és ligetek
XIV. Lajos uralkodása alatt a kertben tizennégy elkerített és kapuval lezárt, félreeső liget volt. A ligetek ellensúlyozták a kert többi részének szigorú szimmetriáját. Minden liget más alakú, díszítésük különböző. Nagy részüket Le Notre építette, néhányat később Hardouin-Mansart átalakított. A ligetekben kisebb ünnepségeket tartottak. Mivel ezeket a ligeteket nagyon költséges volt karbantartani állapotuk gyorsan leromlott, így a 18. században néhányat le is kellett zárni. A leghíresebb ligetet a Labirintust felszámolták a kert 1775-76-os újratelepítésénél. Az előbbiek mellett kastély kertjében figyelemre méltó még, a piramis kút, a nimfák medencéje, a víziút, a sárkány medence, a Bacchus és Szaturnusz út, a királyné ligete, a táncterem liget, a trónörökös ligete, a király kertje, az oszlopos liget, a Flóra és Ceres út és a királyi út is. Ezt zöld szőnyegnek is nevezik a közepén húzódó 350 méter hosszú és 40 méter széles pázsitcsík miatt. XIII. Lajos idejéből való, majd Le Nôtre megnagyobbította, szobrokkal és kővázákkal szegélyezte. A szobrok és a vázák nagy részét a római Francia Akadémia diákjai készítették. A királyi útról nyílnak a park szobrokkal díszített ligetei.

### A királyné faluja
A vidék, a természetes élet menekülést jelentett az udvari szigorú etikett elől. Richard Mique Mária Antónia számára a Versailles-i parkban tejgazdaságot, melléje kisméretű színházat, könyvtárat és egy malmot tervezett. Az építész az angol tájkertben megfogalmazódott eszményeket ültette át francia környezetbe. A falu 1783 és 1785 között épült fel. Egy mesterséges tó mellett összesen tizenkét épület áll. Falusias külsejük ellenére az épületek belsejét gazdagon díszítették elegáns bútorokkal és porcelántárgyakkal. Ezenkívül egy nagyméretű fészert is kialakítottak, amelyet táncteremnek használtak.

## Trianoni kastélyok
Lásd még: a Nagy-Trianon és a Kis-Trianon cikkeket

### Nagy Trianon

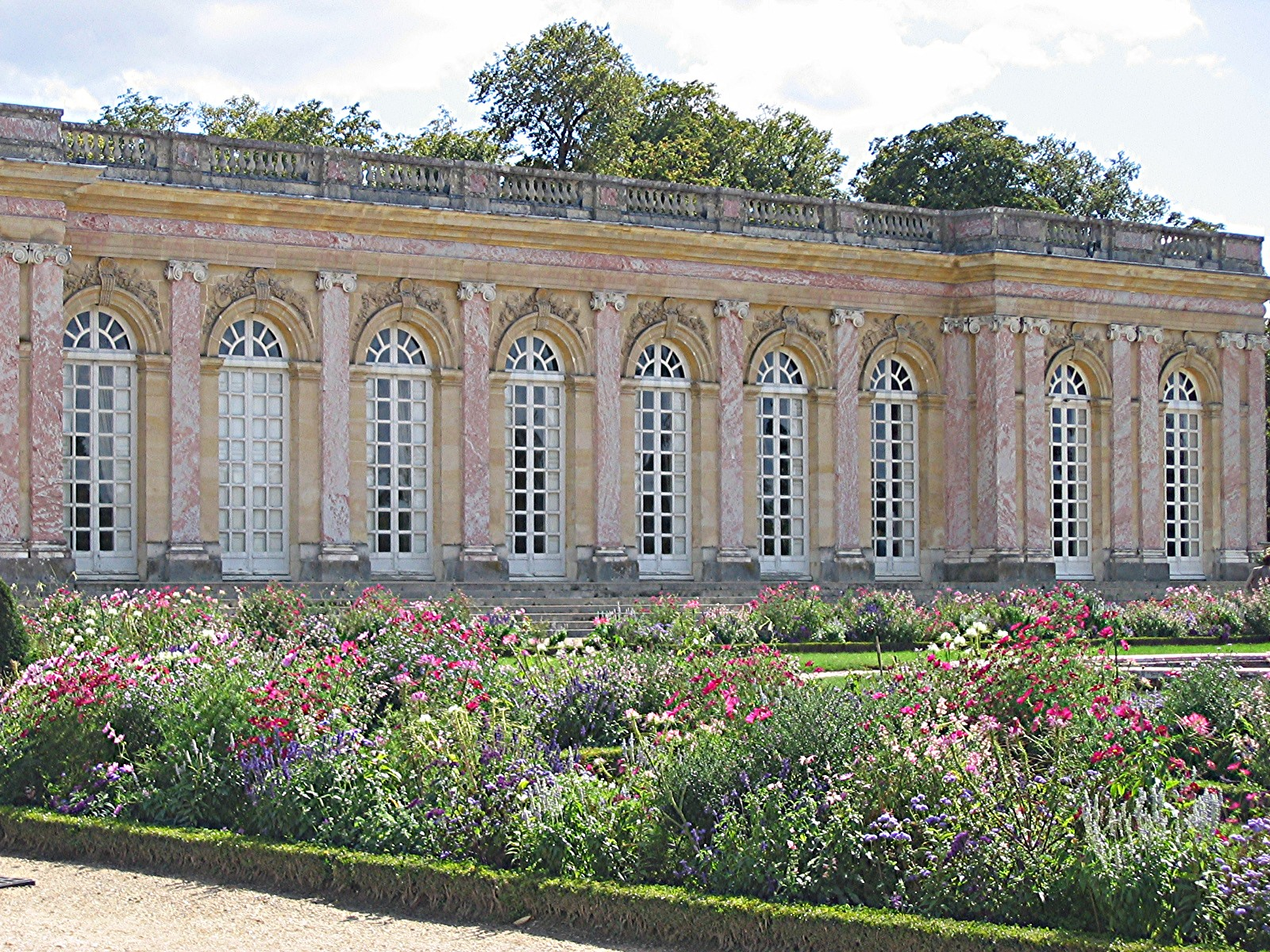
A Nagy Trianon kastély

A Nagy Trianon kastély épülete a versailles-i kastélytól északnyugatra helyezkedik el a kastély kertjében. Hardouin-Mansart tervei alapján építették, XIV. Lajos felügyeletével. Az épületet a Porcelán Trianon néven ismert palota helyén emelték, amely nevét a gazdag porcelándíszítéséről kapta. Ebben az időben a Versailles-i kastély zsúfolásig megtelt udvaroncokkal, így a Nagy Trianon palotát XIV. Lajos privát célokra használta, hogy időről időre visszavonulhasson az udvartól. Az épületben koncerteket, táncmulatságokat tartottak, ahova csak az udvarhölgyek kaphattak meghívást. Később a királyi család használta. A jelenlegi épületet Márvány Trianonnak is szokták emlegetni, a márványból készült oszlopdíszítései miatt.

### Kis Trianon
Madame Pompadour (aki már nem volt a király, XV. Lajos kegyencnője, de a barátja maradt) kívánságára építette Ange-Jacques Gabriel 1763 és 1768 között. Hogy a márkinő kedvébe járjon, aki mindenben szenvedélyesen követte a divatot, a király építésze szakított a rokokó formákkal és az épület homlokzatát egyszerűbb, az akkor legújabb divatnak számító négyszögletes formára alakította ki. Az épület mellé botanikus kertet telepítettek. Madame Pompadour nem érte meg az építkezés végét. 1774-ben XVI. Lajos feleségének, Mária Antóniának ajándékozta.

## Külső hivatkozások
- http://www.googleartproject.com/collection/palace-of-versailles/artwork/mars-on-his-chariot-pulled-by-wolves-claude-ii-audran/320355/museumview/
- https://web.archive.org/web/20120410021253/http://en.chateauversailles.fr/homepage
- https://web.archive.org/web/20100507061026/http://www.chateauversailles.fr/homepage
- http://www.castles.org/castles/Europe/Western_Europe/France/france6.htm
- http://www.castles.info/france/versailles/ Archiválva 2009. december 15-i dátummal a Wayback Machine-ben
- https://web.archive.org/web/20091217203209/http://www.hoteliers-de-france.com/us/france/10/contenu/chateaux/241.html
- https://web.archive.org/web/20090202193554/http://www.hotels-paris.com/content.php?id_content=241&type=patrimoine_loisirs&content=chateaux
- https://www.flickr.com/photos/aniavincey/sets/72157594156829868/
- http://www.francemostbeautifulgarden.com/versailles-castle-garden.php
- http://www.placesinfrance.com/chateau_de_versailles.html
- Alain Decaux: Versailles rejtélyes múltja; ford. ifj. Benda Kálmán; General Press, Budapest, 2005 (Különleges könyvek)
- Jacques Levron: A versailles-i névtelenek. A francia udvar kulisszatitkai; ford. Bíró Péter; Gabo, Budapest, 2014 (Királyi házak)